# Furusiyya FEI Nations Cup 2013
Der Furusiyya FEI Nations Cup 2013 der Springreiter war die erste Saison des Furusiyya FEI Nations Cup. Dieser folgte dem vormaligen Meydan FEI Nations Cup nach und stand damit in einer über hundert Jahre andauernden Tradition von Nationenpreisturnieren im Springreiten.

## Ablauf und Reglement der Turnierserie
Das Reglement des Furusiyya FEI Nations Cups unterschied sich deutlich von denen seiner Vorgängerserien. Es gab keine weltweite Topliga mehr, sondern sieben theoretische Ligen über die Welt verteilt: Europa 1, Europa 2, Nord- und Zentralamerika, Südamerika, Naher Osten, Asien/Australasien und Afrika. Da in Asien/Australasien, Afrika und Südamerika jedoch keine entsprechenden Nationenpreisturniere durchgeführt wurden, wurden nur vier Ligen ausgetragen.
Bei jedem Nationenpreis der Serie werden Wertungspunkte vergeben. Die Punktevergabe wird wie folgt vorgenommen:
| Platz  | 1   | 2  | 3  | 4  | 5  | 6  | 7  | 8  | 9  | 10 | weitere      |
| Punkte | 100 | 90 | 82 | 75 | 70 | 66 | 65 | 64 | 60 | 59 | keine Punkte |

Jeder nationale Verband musste zu Beginn der Saison vier Nationenpreise auswählen, bei denen die eigene Mannschaft Wertungspunkte für die Finalteilnahme sammeln konnte. Weitere Starts in anderen Nationenpreisen auch außerhalb der eigenen Liga waren möglich, bei diesen konnten jedoch keine Wertungspunkte gesammelt werden.
Am Ende der Saison, die sich von Mitte Februar bis Ende September 2013 erstreckte, wurde ein Finalturnier durchgeführt. Damit wurde, wie zuletzt im Jahr 2003, der Sieg der Nationenpreisserie anhand eines Turniers ermittelt. Für das Finale qualifizierten sich 18 Mannschaften: aus Europa 1 sechs, aus Europa 2 drei, aus Nord- und Zentralamerika zwei, Südamerika zwei, Mittlerer Osten zwei, Asien/Australasien zwei und aus Afrika eine Equipe. Soweit das Gastgeberland des Finales sich nicht qualifiziert, darf dieses als 19. Mannschaft an den Start gehen.

## Nahost-Liga
Die Nahostliga des Furusiyya FEI Nations Cups 2013 bestand nur aus einem Nationenpreis. Dieser wurde am 21. Februar 2013 beim President of UAE Show Jumping Cup, einem CSIO 5* in der Oasenstadt al-Ain in den Vereinigten Arabischen Emiraten ausgetragen. Siegreich waren hier die Niederlande. Für das Saisonfinale qualifizierten sich die Mannschaften Saudi-Arabien und Katar.
Dies war das zweite Nationenpreisturnier im Springreiten in den Emiraten überhaupt, das erste wurde im Jahr 2010 in der Nähe von Abu Dhabi durchgeführt.
|             | Mannschaft                                        | Reiter | Pferd | 1. Umlauf   | 2. Umlauf   | Strafpunkte (Gesamt) | Stechen  | Stechen | Preis- geld | Wertungs- punkte |
| Strafpunkte | Mannschaft                                        | Reiter | Pferd | Strafpunkte | Strafpunkte | Strafpunkte (Gesamt) | Zeit (s) |         | Preis- geld | Wertungs- punkte |
| ----------- | ------------------------------------------------- | --- | --- | ----------- | ----------- | -------------------- | -------- | ------- | ----------- | ---------------- |
| 1           | Niederlande (Mannschaft aus der Europa-Liga 1)    | Eric van der Vleuten | Wan Architect | 4           | 0           |                      |          |         |             |                  |
| 1           | Niederlande (Mannschaft aus der Europa-Liga 1)    | Aniek Poels | Baggio | 0           | (4)         |                      |          |         |             |                  |
| 1           | Niederlande (Mannschaft aus der Europa-Liga 1)    | Frank Schuttert | Winchester | 0           | 0           |                      |          |         |             |                  |
| 1           | Niederlande (Mannschaft aus der Europa-Liga 1)    | Maikel van der Vleuten | Kisby | (4)         | 0           |                      |          |         |             |                  |
| 1           | Niederlande (Mannschaft aus der Europa-Liga 1)    | | | 4           | 0           | 4                    |          |         | 32.400 €    | —                |
| 2           | Großbritannien (Mannschaft aus der Europa-Liga 1) | Robert Smith mit Voila Yazmin Pinchen mit Van de Vivaldi Joe Clee mit Diablesse de Muze Tina Fletcher mit Sailor                                                                 | Robert Smith mit Voila Yazmin Pinchen mit Van de Vivaldi Joe Clee mit Diablesse de Muze Tina Fletcher mit Sailor                                                                 |             |             |                      |          |         |             |                  |
| 2           | Großbritannien (Mannschaft aus der Europa-Liga 1) | | | 9           | 1           | 10                   |          |         | 23.400 €    | —                |
| 2           | Deutschland (Mannschaft aus der Europa-Liga 1)    | Jörg Naeve | Calado | 1           | (11)        |                      |          |         |             |                  |
| 2           | Deutschland (Mannschaft aus der Europa-Liga 1)    | Katrin Eckermann | Carlson | 0           | 9           |                      |          |         |             |                  |
| 2           | Deutschland (Mannschaft aus der Europa-Liga 1)    | Patrick Stühlmeyer | Lacan | 0           | 0           |                      |          |         |             |                  |
| 2           | Deutschland (Mannschaft aus der Europa-Liga 1)    | Holger Wulschner | Cavity G | (4)         | 0           |                      |          |         |             |                  |
| 2           | Deutschland (Mannschaft aus der Europa-Liga 1)    | | | 1           | 9           | 10                   |          |         | 23.400 €    | —                |
| 4           | Frankreich (Mannschaft aus der Europa-Liga 1)     | Matthieu Billot mit Pardoes Edouard Couperie mit Nectar des Roches Frederic David mit Equador van't Roosakker Michel Hécart mit Quatrin de la Roque                              | Matthieu Billot mit Pardoes Edouard Couperie mit Nectar des Roches Frederic David mit Equador van't Roosakker Michel Hécart mit Quatrin de la Roque                              |             |             |                      |          |         |             |                  |
| 4           | Frankreich (Mannschaft aus der Europa-Liga 1)     | | | 8           | 8           | 16                   |          |         | 14.400 €    | —                |
| 5           | Saudi-Arabien                                     | Kamal Bahamdan mit Delphi Prinz Abdullah Al Saud mit Davos Ramzy al-Duhami mit Bayard van de Villa Theresia Abdullah asch-Scharbatly mit Larkhill Cruiser                        | Kamal Bahamdan mit Delphi Prinz Abdullah Al Saud mit Davos Ramzy al-Duhami mit Bayard van de Villa Theresia Abdullah asch-Scharbatly mit Larkhill Cruiser                        |             |             |                      |          |         |             |                  |
| 5           | Saudi-Arabien                                     | | | 9           | 8           | 17                   |          |         | 10.800 €    | 70               |
| 6           | Katar                                             | Ali bin Chalid Al Thani mit California Mubarak Al Rumaihi mit Casanova Bassem Hassan Mohammed mit Rosalia Ali Yousef Al Rumaihi mit Ravenna                                      | Ali bin Chalid Al Thani mit California Mubarak Al Rumaihi mit Casanova Bassem Hassan Mohammed mit Rosalia Ali Yousef Al Rumaihi mit Ravenna                                      |             |             |                      |          |         |             |                  |
| 6           | Katar                                             | | | 21          | 17          | 38                   |          |         | 9.000 €     | 66               |
| 7           | Vereinigte Arabische Emirate                      | Latifa bint Ahmed Al Maktum mit Peanuts de Beaufour Shakhboot bin Nahyan Al Nahyan mit Valentino Balia Ahmed Ali Al Junaibi mit Pacha du Fort Mohammed Ahmed Al Owais mit Tolita | Latifa bint Ahmed Al Maktum mit Peanuts de Beaufour Shakhboot bin Nahyan Al Nahyan mit Valentino Balia Ahmed Ali Al Junaibi mit Pacha du Fort Mohammed Ahmed Al Owais mit Tolita |             |             |                      |          |         |             |                  |
| 7           | Vereinigte Arabische Emirate                      | | | 26          | AUFG        |                      |          |         | 6.600 €     | 65               |
| 8           | Ägypten (Mannschaft aus der Afrika-Liga)          | Abdel Said mit Der Senaat Mohammed Mansour mit Hollerith Mohammed Talaat mit Goldex Karim El Zoghby mit Waldo                                                                    | Abdel Said mit Der Senaat Mohammed Mansour mit Hollerith Mohammed Talaat mit Goldex Karim El Zoghby mit Waldo                                                                    |             |             |                      |          |         |             |                  |
| 8           | Ägypten (Mannschaft aus der Afrika-Liga)          | | | 35          |             |                      |          |         |             | —                |
| 9           | Ukraine (Mannschaft aus der Europa-Liga 1)        | Cassio Rivetti mit Temple Road Oleg Krasyuk mit Ledgepoint Oleksandr Onischtschenko mit Coolboy Ferenc Szentirmai mit Coranso                                                    | Cassio Rivetti mit Temple Road Oleg Krasyuk mit Ledgepoint Oleksandr Onischtschenko mit Coolboy Ferenc Szentirmai mit Coranso                                                    |             |             |                      |          |         |             |                  |
| 9           | Ukraine (Mannschaft aus der Europa-Liga 1)        | | | AUSG        |             |                      |          |         |             | —                |

(Ausgeklammerte Strafpunkte zählen als Streichergebnis nicht für das Mannschaftsergebnis)

## Nord- und Zentralamerikaliga
Die Nord- und Zentralamerikaliga (vollständiger Name: North America, Central America and Caribbean League) bestand in der Saison 2013 aus zwei Nationenpreisen.

### 1. Prüfung: Vereinigte Staaten
Im Rahmen der über mehrere Monate andauernden Turnierserie Winter Equestrian Festival in Wellington in Florida wurde der US-amerikanische Nationenpreis im Springreiten ausgetragen. Das CSIO 4*-Turnier fand vom 26. Februar bis 3. März 2013 statt, der Nationenpreis wurde am 1. März ausgetragen.
|             | Mannschaft                                     | Reiter | Pferd | 1. Umlauf   | 2. Umlauf   | Strafpunkte (Gesamt) | Stechen  | Stechen | Wertungs- punkte |
| Strafpunkte | Mannschaft                                     | Reiter | Pferd | Strafpunkte | Strafpunkte | Strafpunkte (Gesamt) | Zeit (s) |         | Wertungs- punkte |
| ----------- | ---------------------------------------------- | --- | --- | ----------- | ----------- | -------------------- | -------- | ------- | ---------------- |
| 1           | Vereinigte Staaten                             | Kent Farrington | Uceko | (4)         | 0           |                      |          |         |                  |
| 1           | Vereinigte Staaten                             | Reed Kessler | Cylana | 0           | 0           |                      |          |         |                  |
| 1           | Vereinigte Staaten                             | Laura Kraut | Cedric | 0           | 4           |                      |          |         |                  |
| 1           | Vereinigte Staaten                             | Beezie Madden | Simon | 0           | (AUFG)      |                      |          |         |                  |
| 1           | Vereinigte Staaten                             | | | 4           | 0           | 4                    |          |         | 100              |
| 2           | Kanada                                         | Eric Lamaze mit Wang Chung Tiffany Foster mit Victor Mac Cone mit Amor van de Rostal Ian Millar mit Dixon                 | Eric Lamaze mit Wang Chung Tiffany Foster mit Victor Mac Cone mit Amor van de Rostal Ian Millar mit Dixon                 |             |             |                      |          |         |                  |
| 2           | Kanada                                         | | | 5           | 0           | 5                    |          |         | 90               |
| 3           | Deutschland (Mannschaft aus der Europa-Liga 1) | Janne Friederike Meyer | Lambrasco | 4           | 0           |                      |          |         |                  |
| 3           | Deutschland (Mannschaft aus der Europa-Liga 1) | Johannes Ehning | Salvador | (8)         | (4)         |                      |          |         |                  |
| 3           | Deutschland (Mannschaft aus der Europa-Liga 1) | André Thieme | Contanga | 1           | 4           |                      |          |         |                  |
| 3           | Deutschland (Mannschaft aus der Europa-Liga 1) | Daniel Deußer | Cornet d'Amor | 0           | 0           |                      |          |         |                  |
| 3           | Deutschland (Mannschaft aus der Europa-Liga 1) | | | 5           | 4           | 9                    |          |         | —                |
| 4           | Irland (Mannschaft aus der Europa-Liga 1)      | Shane Sweetnam mit Siri Richie Moloney mit Ahorn van de Zuuthoeve Cian O’Connor mit Splendor Darragh Kerins mit Lisona    | Shane Sweetnam mit Siri Richie Moloney mit Ahorn van de Zuuthoeve Cian O’Connor mit Splendor Darragh Kerins mit Lisona    |             |             |                      |          |         |                  |
| 4           | Irland (Mannschaft aus der Europa-Liga 1)      | | | 5           | 6           | 11                   |          |         | —                |
| 5           | Venezuela                                      | Andrés Rodríguez mit Caballito Juan Ortiz mit Accordance Luis Larrazabal mit Flash Pablo Barrios mit Zara Leandra         | Andrés Rodríguez mit Caballito Juan Ortiz mit Accordance Luis Larrazabal mit Flash Pablo Barrios mit Zara Leandra         |             |             |                      |          |         |                  |
| 5           | Venezuela                                      | | | 12          | 22          | 34                   |          |         |                  |
| 6           | Kolumbien                                      | Mark Bluman mit Blue Manuel Espinosa Pla mit Cento Por Cento Mario Gamboa mit Unico Daniel Bluman mit Clyde               | Mark Bluman mit Blue Manuel Espinosa Pla mit Cento Por Cento Mario Gamboa mit Unico Daniel Bluman mit Clyde               |             |             |                      |          |         |                  |
| 6           | Kolumbien                                      | | | 24          | 17          | 41                   |          |         |                  |
| 7           | Mexiko                                         | Daniel Michan mit Darius Ricardo Nizri mit Skylubet Manuel Rodriguez Arregui mit Wick Nicolas Pizarro mit Crossing Jordan | Daniel Michan mit Darius Ricardo Nizri mit Skylubet Manuel Rodriguez Arregui mit Wick Nicolas Pizarro mit Crossing Jordan |             |             |                      |          |         |                  |
| 7           | Mexiko                                         | | | 30          | 29          | 59                   |          |         | 65               |

(Ausgeklammerte Strafpunkte zählen als Streichergebnis nicht für das Mannschaftsergebnis)

### 2. Prüfung: Kanada
Das kanadische Nationenpreisturnier wird traditionell in Spruce Meadows bei Calgary ausgetragen. Im Jahr 2013 wurde der Nationenpreis aus Termingründen jedoch nicht im September beim Spruce Meadows Masters durchgeführt, er fand stattdessen beim Continental vom 12. bis 16. Juni 2013 statt. Der Nationenpreis wurde am 13. Juni ausgetragen.
Da nur eine nicht amerikanische Mannschaft teilnahm, stellten Kanada, die Vereinigten Staaten und Mexiko je zwei Equipen. Sie konnten jedoch jeweils nur mit einer vorher festgelegten Mannschaft Wertungspunkte sammeln.
|             | Mannschaft                            | Reiter | Pferd | 1. Umlauf   | 2. Umlauf   | Strafpunkte (Gesamt) | Stechen  | Stechen | Preis- geld | Wertungs- punkte |
| Strafpunkte | Mannschaft                            | Reiter | Pferd | Strafpunkte | Strafpunkte | Strafpunkte (Gesamt) | Zeit (s) |         | Preis- geld | Wertungs- punkte |
| ----------- | ------------------------------------- | --- | --- | ----------- | ----------- | -------------------- | -------- | ------- | ----------- | ---------------- |
| 1           | Irland                                | Conor Swail | Lansdowne | 0           | 0           |                      |          |         |             |                  |
| 1           | Irland                                | Darragh Kerins | E Muze Yek | (0)         | (12)        |                      |          |         |             |                  |
| 1           | Irland                                | Richie Moloney | Carrabis Z | 0           | 4           |                      |          |         |             |                  |
| 1           | Irland                                | Cameron Hanley | Antello | 0           | 0           |                      |          |         |             |                  |
| 1           | Irland                                | | | 0           | 4           | 4                    |          |         | 35.000 C $  | —                |
| 2           | Vereinigte Staaten II (USA - Stripes) | Brianne Goutal mit Nice de Prissey Katie Dinan mit Nougat du Vallet Candice King mit Campbell McLain Ward mit Rothchild                            | Brianne Goutal mit Nice de Prissey Katie Dinan mit Nougat du Vallet Candice King mit Campbell McLain Ward mit Rothchild                            |             |             |                      |          |         |             |                  |
| 2           | Vereinigte Staaten II (USA - Stripes) | | | 5           | 4           | 9                    |          |         | 20.000 C $  | —                |
| 3           | Kanada I                              | Eric Lamaze mit Power Play Tiffany Foster mit Verdi III Mac Cone mit Amor van de Rostal Ian Millar mit Dixson                                      | Eric Lamaze mit Power Play Tiffany Foster mit Verdi III Mac Cone mit Amor van de Rostal Ian Millar mit Dixson                                      |             |             |                      |          |         |             |                  |
| 3           | Kanada I                              | | | 13          | 1           | 14                   |          |         | 15.000 C $  | 82               |
| 4           | Vereinigte Staaten I (USA - Stars)    | Kent Farrington mit Blue Angel Reed Kessler mit Mika Charlie Jayne mit Chill R Z Christine McCrea mit Zerly                                        | Kent Farrington mit Blue Angel Reed Kessler mit Mika Charlie Jayne mit Chill R Z Christine McCrea mit Zerly                                        |             |             |                      |          |         |             |                  |
| 4           | Vereinigte Staaten I (USA - Stars)    | | | 16          | 8           | 24                   |          |         | 11.000 C $  | 75               |
| 5           | Kanada II                             | Lisa Carlsen mit La Boom Chris Sorensen mit Bobby Ben Asselin mit Makavoy Jonathan Asselin mit Showgirl                                            | Lisa Carlsen mit La Boom Chris Sorensen mit Bobby Ben Asselin mit Makavoy Jonathan Asselin mit Showgirl                                            |             |             |                      |          |         |             |                  |
| 5           | Kanada II                             | | | 18          | 12          | 30                   |          |         | 8.000 C $   | —                |
| 6           | Mexiko I (Mexico - Azteca)            | Nicolas Pizarro mit Crossing Jordan Manuel Alvarez Ruizgalindo mit Spirit Magic Federico Fernández mit Gitano Enrique González mit Criptonite      | Nicolas Pizarro mit Crossing Jordan Manuel Alvarez Ruizgalindo mit Spirit Magic Federico Fernández mit Gitano Enrique González mit Criptonite      |             |             |                      |          |         |             |                  |
| 6           | Mexiko I (Mexico - Azteca)            | | | 25          | 10          | 35                   |          |         | 7.000 C $   | 66               |
| 7           | Mexiko II (Mexico - Maya)             | Patricio Pasquel mit Careyes Claudia Lorenza O Farrill mit Valentina Alejandro Plascencia mit Vicky van het Geinsteinde Ricardo Nizri mit Skylubet | Patricio Pasquel mit Careyes Claudia Lorenza O Farrill mit Valentina Alejandro Plascencia mit Vicky van het Geinsteinde Ricardo Nizri mit Skylubet |             |             |                      |          |         |             |                  |
| 7           | Mexiko II (Mexico - Maya)             | | | 26          |             |                      |          |         | 4.000 C $   | —                |

(Ausgeklammerte Strafpunkte zählen als Streichergebnis nicht für das Mannschaftsergebnis)

### Gesamtwertung Nord- und Zentralamerikaliga
Nach zwei Wertungsprüfungen qualifizierten sich die Vereinigten Staaten und Kanada für das Finale des Nations Cups.
|   |                    | USA | CAN | Wertungs- punkte |
| - | ------------------ | --- | --- | ---------------- |
| 1 | Vereinigte Staaten | 100 | 75  | 175              |
| 2 | Kanada             | 90  | 82  | 172              |
| 3 | Mexiko             | 65  | 66  | 131              |

## Europa-Liga 1
Die Europa-Liga 1 (Europe Division 1) ist die Nachfolgeliga der FEI Nations Cup 2012. Die Liga bestand aus den acht bisherigen Turnieren des FEI Nations Cups. Dieser Liga wurden die besten sechs Mannschaften des FEI Nations Cup 2012 (Deutschland, Frankreich, Irland, Großbritannien, Schweiz und die Niederlande) sowie die zwei Aufsteiger aus den FEI Nations Cup Promotional Leagues 2012 (Ukraine und Spanien) zugeordnet.
Zu Beginn der Saison mussten sich die Mannschaften festlegen, bei welchen vier der acht Prüfungen sie Wertungspunkte für das Finale sammeln wollen. Die Entscheidung erfolgte anhand der Rangierung in der letzten Nations-Cup-Saison, pro Prüfung können jeweils vier Equipen Wertungspunkte erhalten.

### 1. Prüfung: Frankreich

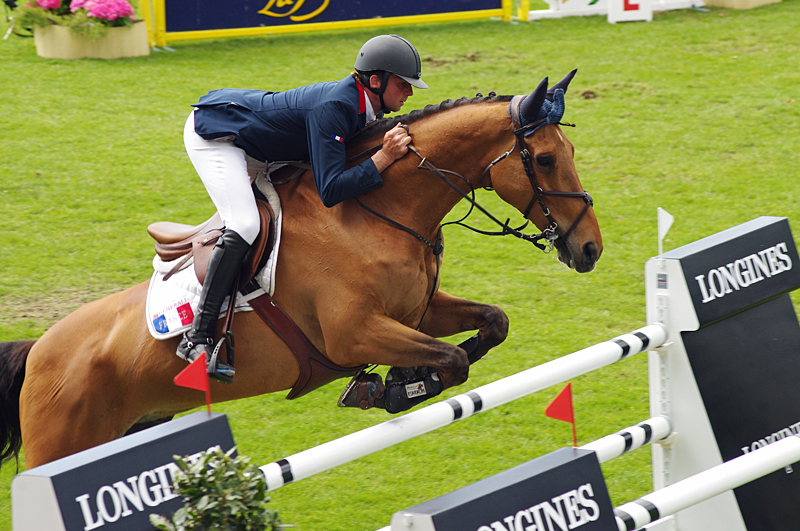
Die französische Mannschaft (im Bild Olivier Guillon und Lord de Theize) kam in La Baule auf den dritten Rang

Wie bereits die Samsung Super League und der nachfolgende FEI Nations Cup, so begann auch die erste Saison der Europa-Liga 1 beim französischen Nationenpreisturnier. Dieses fand im Jahr 2013 in La Baule-Escoublac vom 16. bis zum 19. Mai statt.
In La Baule erhalten folgende Mannschaften Wertungspunkte: Frankreich, Irland, Großbritannien und die Schweiz.
|             | Mannschaft                                 | Reiter | Pferd | 1. Umlauf   | 2. Umlauf   | Strafpunkte (Gesamt) | Stechen  | Stechen | Preis- geld | Wertungs- punkte |
| Strafpunkte | Mannschaft                                 | Reiter | Pferd | Strafpunkte | Strafpunkte | Strafpunkte (Gesamt) | Zeit (s) |         | Preis- geld | Wertungs- punkte |
| ----------- | ------------------------------------------ | --- | --- | ----------- | ----------- | -------------------- | -------- | ------- | ----------- | ---------------- |
| 1           | Niederlande                                | Albert Voorn | Tobalio | 1           | 1           |                      |          |         |             |                  |
| 1           | Niederlande                                | Hendrik-Jan Schuttert | Cerona | (9)         | 0           |                      |          |         |             |                  |
| 1           | Niederlande                                | Frank Schuttert | Winchester | 5           | 0           |                      |          |         |             |                  |
| 1           | Niederlande                                | Leon Thijssen | Tyson | 1           | (5)         |                      |          |         |             |                  |
| 1           | Niederlande                                | | | 7           | 1           | 8                    |          |         | 64.000 €    | —                |
| 2           | Schweiz                                    | Paul Estermann | Castlefield Eclipse | (4)         | 5           |                      |          |         |             |                  |
| 2           | Schweiz                                    | Steve Guerdat | Nasa | 1           | 5           |                      |          |         |             |                  |
| 2           | Schweiz                                    | Janika Sprunger | Palloubet D'Halong | 0           | 0           |                      |          |         |             |                  |
| 2           | Schweiz                                    | Pius Schwizer | Powerplay | 0           | (9)         |                      |          |         |             |                  |
| 2           | Schweiz                                    | | | 1           | 10          | 11                   |          |         | 40.000 €    | 90               |
| 3           | Irland                                     | Shane Sweetnam mit Amaretto Darco Shane Breen mit Balloon Shane Carey mit Ballymore Eustace Billy Twomey mit Tinka's Serenade                                                              | Shane Sweetnam mit Amaretto Darco Shane Breen mit Balloon Shane Carey mit Ballymore Eustace Billy Twomey mit Tinka's Serenade                                                              |             |             |                      |          |         |             |                  |
| 3           | Irland                                     | | | 8           | 5           | 13                   |          |         | 24.000 €    | 75,67            |
| 3           | Großbritannien                             | Nick Skelton mit Big Star Ben Maher mit Cella Scott Brash mit Sanctos Robert Smith mit Voila                                                                                               | Nick Skelton mit Big Star Ben Maher mit Cella Scott Brash mit Sanctos Robert Smith mit Voila                                                                                               |             |             |                      |          |         |             |                  |
| 3           | Großbritannien                             | | | 8           | 5           | 13                   |          |         | 24.000 €    | 75,67            |
| 3           | Frankreich                                 | Pénélope Leprevost mit Topinambour Marc Dilasser mit Obiwan de Piliere Olivier Guillon mit Lord de Theize Kevin Staut mit Estoy Aqui de Muze                                               | Pénélope Leprevost mit Topinambour Marc Dilasser mit Obiwan de Piliere Olivier Guillon mit Lord de Theize Kevin Staut mit Estoy Aqui de Muze                                               |             |             |                      |          |         |             |                  |
| 3           | Frankreich                                 | | | 5           | 8           | 13                   |          |         | 24.000 €    | 75,67            |
| 6           | Deutschland                                | Holger Wulschner | Cavity G | (9)         | 4           |                      |          |         |             |                  |
| 6           | Deutschland                                | Katrin Eckermann | Carlson | 1           | 4           |                      |          |         |             |                  |
| 6           | Deutschland                                | Patrick Stühlmeyer | Lacan | 0           | (8)         |                      |          |         |             |                  |
| 6           | Deutschland                                | Lars Nieberg | Leonie W. | 5           | 1           |                      |          |         |             |                  |
| 6           | Deutschland                                | | | 6           | 9           | 15                   |          |         | 11.000 €    | —                |
| 7           | Belgien (Mannschaft aus der Europa-Liga 2) | Dirk Demeersman mit Bufero van het Panishof Dominique Hendrickx mit Cor van de Wateringhoeve Olivier Philippaerts mit Cabrio van de Heffinck Ludo Philippaerts mit Denver van't Goemanshof | Dirk Demeersman mit Bufero van het Panishof Dominique Hendrickx mit Cor van de Wateringhoeve Olivier Philippaerts mit Cabrio van de Heffinck Ludo Philippaerts mit Denver van't Goemanshof |             |             |                      |          |         |             |                  |
| 7           | Belgien (Mannschaft aus der Europa-Liga 2) | | | 6           | 13          | 19                   |          |         | 8.000 €     | —                |
| 8           | Spanien                                    | Pilar Cordon mit Coriana van Klapscheut Manuel Fernandez Saro mit Bonaire Paola Amilibia Puig mit Prunella D'Ariel Manuel Añón mit Qlamp D'Ivraie                                          | Pilar Cordon mit Coriana van Klapscheut Manuel Fernandez Saro mit Bonaire Paola Amilibia Puig mit Prunella D'Ariel Manuel Añón mit Qlamp D'Ivraie                                          |             |             |                      |          |         |             |                  |
| 8           | Spanien                                    | | | 7           | 14          | 21                   |          |         | 8.000 €     | —                |

(Ausgeklammerte Strafpunkte zählen als Streichergebnis nicht für das Mannschaftsergebnis)

### 2. Prüfung: Italien
Das italienische Nationenpreisturnier fand vom 23. bis zum 26. Mai 2013 auf der Piazza di Siena in Rom statt. Die Nationenpreisprüfung des 81. CSIO Rom wurde am 24. Mai ab 15:15 Uhr durchgeführt. Die Entscheidung um den Sieg fiel erst im Stechen der drei bestplatzierten Mannschaften: Nachdem die Stechenteilnehmer aus Deutschland und Frankreich je vier Strafpunkte für einen Hindernisabwurf bekamen, kassierte der ukrainische Stechreiter Cassio Rivetti drei Zeitstrafpunkte. Damit ging der Sieg an die ukrainische Mannschaft, die in dieser Prüfung zum ersten Mal überhaupt in der europäischen Spitzennationenpreisserie angetreten war.
Beim Turnier in Rom erhielten folgende Mannschaften Wertungspunkte: Frankreich, Großbritannien, die Ukraine und Spanien.
|             | Mannschaft                                  | Reiter | Pferd | 1. Umlauf   | 2. Umlauf   | Strafpunkte (Gesamt) | Stechen  | Stechen | Preis- geld | Wertungs- punkte |
| Strafpunkte | Mannschaft                                  | Reiter | Pferd | Strafpunkte | Strafpunkte | Strafpunkte (Gesamt) | Zeit (s) |         | Preis- geld | Wertungs- punkte |
| ----------- | ------------------------------------------- | --- | --- | ----------- | ----------- | -------------------- | -------- | ------- | ----------- | ---------------- |
| 1           | Ukraine                                     | Cassio Rivetti | Temple Road | 0           | 4           |                      | 3        | 50,61   |             |                  |
| 1           | Ukraine                                     | Oleg Krasyuk | Nobylis | 0           | 0           |                      |          |         |             |                  |
| 1           | Ukraine                                     | Ulrich Kirchhoff | Verdi | 4           | (4)         |                      |          |         |             |                  |
| 1           | Ukraine                                     | Katharina Offel | Pour Le Poussage | (4)         | 4           |                      |          |         |             |                  |
| 1           | Ukraine                                     | | | 4           | 4           | 8                    | 3        | 50,61   | 64.000 €    | 100              |
| 2           | Deutschland                                 | Daniel Deußer | Cornet D'Amour | 0           | 0           |                      |          |         |             |                  |
| 2           | Deutschland                                 | Philipp Weishaupt | Monte Bellini | 4           | (8)         |                      |          |         |             |                  |
| 2           | Deutschland                                 | Carsten-Otto Nagel | Corradina | (4)         | 0           |                      |          |         |             |                  |
| 2           | Deutschland                                 | Ludger Beerbaum | Chaman | 0           | 4           | 4                    | 40,84    |         |             |                  |
| 2           | Deutschland                                 | | | 4           | 4           | 8                    | 4        | 40,84   | 40.000 €    | —                |
| 3           | Frankreich                                  | Kevin Staut | Silvana | 0           | 0           |                      |          |         |             |                  |
| 3           | Frankreich                                  | Roger-Yves Bost | Nippon D'Elle | (AUSG)      | (AUSG)      |                      |          |         |             |                  |
| 3           | Frankreich                                  | Simon Delestre | Qlassic Bois Margot | 4           | 4           |                      |          |         |             |                  |
| 3           | Frankreich                                  | Patrice Delaveau | Orient Express | 0           | 0           | 4                    | 41,84    |         |             |                  |
| 3           | Frankreich                                  | | | 4           | 4           | 8                    | 4        | 41,84   | 32.000 €    | 82               |
| 4           | Italien (Mannschaft aus der Europa-Liga 2)  | Emanuele Gaudiano mit Cocoshynsky Francesco Franco mit Cassandra Roberto Turchetto mit Baretto Juan Carlos García mit Bonzai van de Warande    | Emanuele Gaudiano mit Cocoshynsky Francesco Franco mit Cassandra Roberto Turchetto mit Baretto Juan Carlos García mit Bonzai van de Warande    |             |             |                      |          |         |             |                  |
| 4           | Italien (Mannschaft aus der Europa-Liga 2)  | | | 16          | 1           | 17                   |          |         | 24.000 €    | —                |
| 5           | Großbritannien                              | Nick Skelton mit Big Star Scott Brash mit Sanctos Tina Fletcher mit Sailor Ben Maher mit Cella                                                 | Nick Skelton mit Big Star Scott Brash mit Sanctos Tina Fletcher mit Sailor Ben Maher mit Cella                                                 |             |             |                      |          |         |             |                  |
| 5           | Großbritannien                              | | | 8           | 20          | 28                   |          |         | 13.500 €    | 68               |
| 5           | Schweden (Mannschaft aus der Europa-Liga 2) | Jens Fredricson mit Lunatic Sandra Carlsson mit Spike Jones Peder Fredricson mit Cash In Henrik von Eckermann mit Gotha FRH                    | Jens Fredricson mit Lunatic Sandra Carlsson mit Spike Jones Peder Fredricson mit Cash In Henrik von Eckermann mit Gotha FRH                    |             |             |                      |          |         |             |                  |
| 5           | Schweden (Mannschaft aus der Europa-Liga 2) | | | 20          | 8           | 28                   |          |         | 13.500 €    | —                |
| 7           | Schweiz                                     | Christina Liebherr | Callas Sitte Z | 4           | 8           |                      |          |         |             |                  |
| 7           | Schweiz                                     | Alexandra Fricker | Paille | 8           | 8           |                      |          |         |             |                  |
| 7           | Schweiz                                     | Jane Richard Philips | Upanisad | (8)         | (20)        |                      |          |         |             |                  |
| 7           | Schweiz                                     | Pius Schwizer | Picsou du Chene | 4           | 5           |                      |          |         |             |                  |
| 7           | Schweiz                                     | | | 16          | 21          | 37                   |          |         | 8.000 €     | —                |
| 8           | Spanien                                     | Pilar Cordon mit Nuage Bleu Paola Amilibia Puig mit Prunella D'Ariel Julio Arias Cueva mit Quinai des Chayottes Sergio Álvarez Moya mit Zipper | Pilar Cordon mit Nuage Bleu Paola Amilibia Puig mit Prunella D'Ariel Julio Arias Cueva mit Quinai des Chayottes Sergio Álvarez Moya mit Zipper |             |             |                      |          |         |             |                  |
| 8           | Spanien                                     | | | 24          | 20          | 44                   |          |         | 5.000 €     | 64               |

(Ausgeklammerte Strafpunkte zählen als Streichergebnis nicht für das Mannschaftsergebnis)

### 3. Prüfung: Schweiz

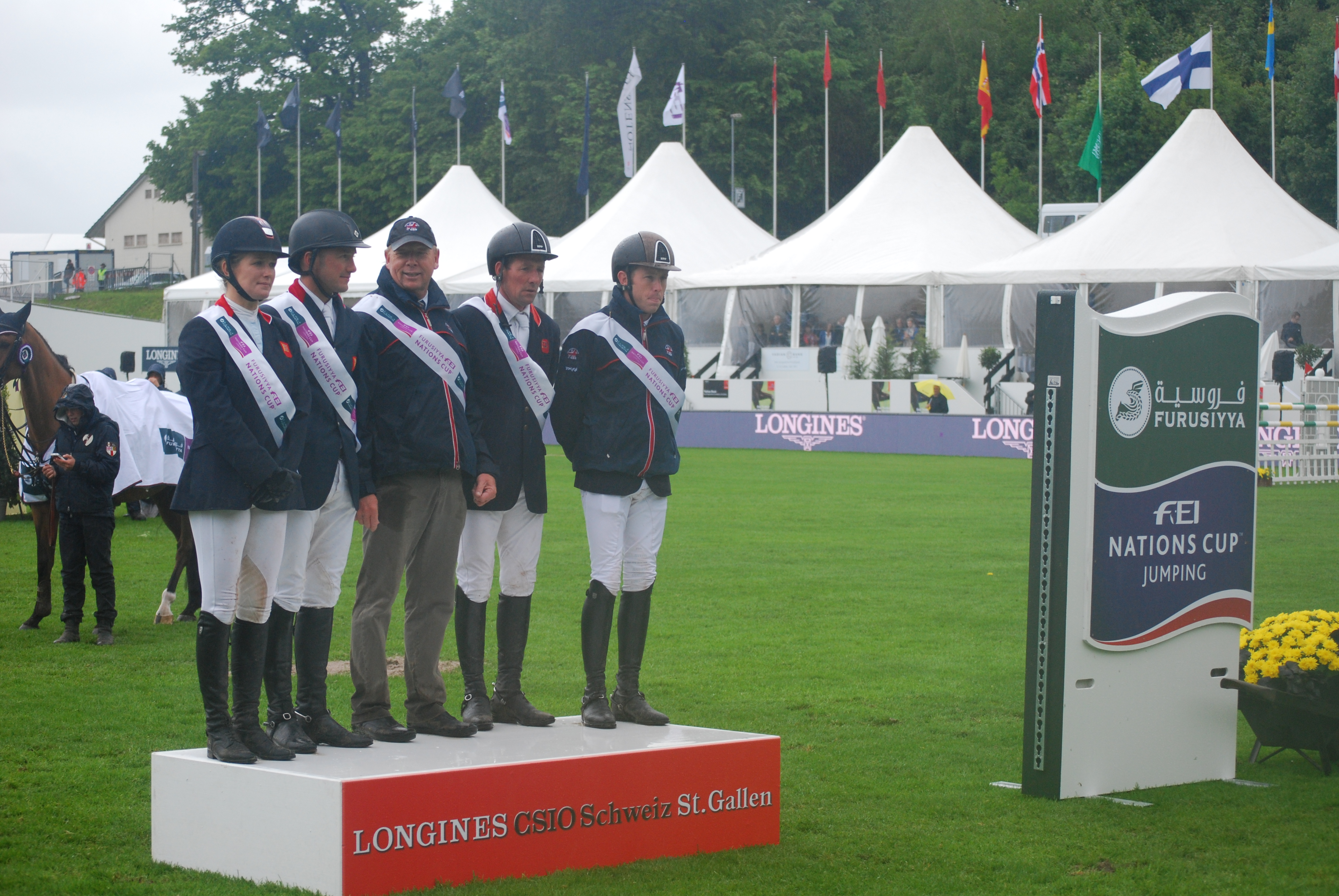
Die Equipe von Großbritannien gewinnt den Nationenpreis am CSIO St. Gallen 2013. Von Links nach Rechts: Laura Renwick, Joe Clee, Equipenchef Rob Hoekstra, Guy Williams und Scott Brash

Die dritte Wertungsprüfung der Europa-Liga 1 fand am 31. Mai in St. Gallen statt. Der CSIO Schweiz, das Nationenpreisturnier der Schweiz, sollte im Stadion Gründenmoos vom 30. Mai bis zum 2. Juni 2013 ausgetragen werden.
Infolge der schlechten Witterung und dem durchnässten Boden – es regnete während der ganzen Prüfung ununterbrochen und es hatte auch schon die ganze vorangehende Woche immer wieder geregnet – wurde der Modus des Nationenpreises abgeändert. Nach dem ersten Umgang wurde entschieden, auf den zweiten zu verzichten und nur noch ein Stechen mit je einem Reiter der nach dem ersten Umgang gleich platzierten vier Mannschaften durchzuführen. Am nächsten Morgen wurde entschieden, das weitere Turnier ganz abzubrechen.
Deutschland hatte schon vor der Prüfung zur Schonung der Pferde auf einen Start verzichtet. Da die deutsche Equipe jedoch zu den Mannschaften gehörte, die St. Gallen als Qualifikationsturnier für das Nationenpreisfinale angegeben hatten, drohte ihnen der Zwangsabstieg in die Europa-Liga 2. Zwei Wochen nach dem Turnier entschied das FEI Jumping Committee, dass Deutschland lediglich keine Wertungspunkte für das Turnier in St. Gallen erhält. Da die Pferdebesitzer den Einsatz der deutschen Pferde aufgrund der Bodenverhältnisse nicht gestattet hatten, wurden die Umstände als „höhere Gewalt“ gewertet.
Der Generalsekretär der Deutschen Reiterlichen Vereinigung, Soenke Lauterbach, begrüßte die Entscheidung, „eine solche Entscheidung steht im Einklang mit unseren Ethischen Grundsätzen und mit dem Code of Conduct for the Wellfare of the Horse der FEI. Dafür dürfen wir nicht bestraft werden.“ Bereits nach dem Nationenpreis hatte sich Ludger Beerbaum geäußert, es sei „beschämend, dass die anderen Nationen sich nicht über die Bodenverhältnisse beim Nations Cup geäußert haben, denn diese waren einfach schlecht.“ Die Entscheidung in St. Gallen sei auf vielem begründet gewesen, nur nicht auf Horsemanship.
Wertungspunkte erhielten in St. Gallen folgende Mannschaften: Deutschland, Irland, die Schweiz und die Niederlande.
|             | Mannschaft     | Reiter              | Pferd                        | 1. Umlauf   | Stechen  | Stechen | Preis- geld | Wertungs- punkte |
| Strafpunkte | Mannschaft     | Reiter              | Pferd                        | Strafpunkte | Zeit (s) |         | Preis- geld | Wertungs- punkte |
| ----------- | -------------- | ------------------- | ---------------------------- | ----------- | -------- | ------- | ----------- | ---------------- |
| 1           | Großbritannien | Laura Renwick       | Oz de Breve                  | 0           | 0        | 43,38   |             |                  |
| 1           | Großbritannien | Scott Brash         | Hello Whisky Mac IV          | 4           |          |         |             |                  |
| 1           | Großbritannien | Joe Clee            | Utamaro D Ecaussines         | (18)        |          |         |             |                  |
| 1           | Großbritannien | Guy Williams        | Titus II                     | 4           |          |         |             |                  |
| 1           | Großbritannien |                     |                              | 8           | 0        | 43,38   | 64.715 €    | —                |
| 2           | Schweiz        | Pius Schwizer       | Picsou de Chene              | 0           |          |         |             |                  |
| 2           | Schweiz        | Paul Estermann      | Castlefield Eclipse          | 4           |          |         |             |                  |
| 2           | Schweiz        | Janika Sprunger     | Uptown Boy                   | (9)         |          |         |             |                  |
| 2           | Schweiz        | Steve Guerdat       | Nasa                         | 4           | 0        | 43,94   |             |                  |
| 2           | Schweiz        |                     |                              | 8           | 0        | 43,94   | 40.715 €    | 90               |
| 3           | Belgien        | Gregory Wathelet    | Desteny van het Dennehof     | 4           | 4        | 43,70   |             |                  |
| 3           | Belgien        | Nicola Philippaerts | Cortez                       | 0           |          |         |             |                  |
| 3           | Belgien        | Judy-Ann Melchior   | As Cold As Ice Z             | (8)         |          |         |             |                  |
| 3           | Belgien        | Ludo Philippaerts   | Challenge van de Begijnakker | 4           |          |         |             |                  |
| 3           | Belgien        |                     |                              | 8           | 4        | 43.70   | 32.715 €    | —                |
| 4           | Irland         | Cian O’Connor       | Blue Loyd                    | 0           |          |         |             |                  |
| 4           | Irland         | Michael Kelly       | Annestown                    | 4           |          |         |             |                  |
| 4           | Irland         | Shane Carey         | Ballymore Eustace            | (12)        |          |         |             |                  |
| 4           | Irland         | Shane Breen         | Balloon                      | 4           | 4        | 43,72   |             |                  |
| 4           | Irland         |                     |                              | 8           | 4        | 43,72   | 24.715 €    | 75               |
| 5           | Frankreich     | Pénélope Leprevost  | Topinambour                  | 4           |          |         |             |                  |
| 5           | Frankreich     | Jerome Hurel        | Ohm de Ponthual              | 4           |          |         |             |                  |
| 5           | Frankreich     | Marie Hécart        | Myself de Breve              | 4           |          |         |             |                  |
| 5           | Frankreich     | Aymeric De Ponnat   | Armitages Boy                | (AUFG)      |          |         |             |                  |
| 5           | Frankreich     |                     |                              | 12          |          |         | 14.215 €    | —                |
| 5           | Italien        | Luca Maria Moneta   | Neptune Brecourt             | 0           |          |         |             |                  |
| 5           | Italien        | Lucia Vezzini       | Loro Piana Carlino           | 4           |          |         |             |                  |
| 5           | Italien        | Giovanni Consorti   | Silverstras                  | 8           |          |         |             |                  |
| 5           | Italien        | Roberto Arioldi     | Loro Piana Lagerfeld         | (21)        |          |         |             |                  |
| 5           | Italien        |                     |                              | 12          |          |         | 14.215 €    | —                |
| 7           | Niederlande    | Leon Thijssen       | Haertthago                   | 4           |          |         |             |                  |
| 7           | Niederlande    | Gerco Schröder      | Seoul                        | 4           |          |         |             |                  |
| 7           | Niederlande    | Marc Houtzager      | Sterrehof's Opium            | 8           |          |         |             |                  |
| 7           | Niederlande    | Jur Vrieling        | Vdl Emmerton                 | (12)        |          |         |             |                  |
| 7           | Niederlande    |                     |                              | 16          |          |         | 8.715 €     | 65               |

(Ausgeklammerte Strafpunkte zählen als Streichergebnis nicht für das Mannschaftsergebnis)

### 4. Prüfung: Niederlande
Der CHIO Rotterdam, das Nationenpreisturnier der Niederlande, fand vom 19. bis zum 23. Juni 2013 statt. In Rotterdam konnten folgende Mannschaften Wertungspunkte erhalten: Deutschland, die Schweiz, die Niederlande und Spanien.
|             | Mannschaft                                                           | Reiter | Pferd | 1. Umlauf   | 2. Umlauf   | Strafpunkte (Gesamt) | Stechen  | Stechen | Preis- geld | Wertungs- punkte |
| Strafpunkte | Mannschaft                                                           | Reiter | Pferd | Strafpunkte | Strafpunkte | Strafpunkte (Gesamt) | Zeit (s) |         | Preis- geld | Wertungs- punkte |
| ----------- | -------------------------------------------------------------------- | --- | --- | ----------- | ----------- | -------------------- | -------- | ------- | ----------- | ---------------- |
| 1           | Deutschland                                                          | Christian Ahlmann | Taloubet Z | (4)         | 0           |                      |          |         |             |                  |
| 1           | Deutschland                                                          | Hans-Dieter Dreher | Embassy II | 1           | (9)         |                      |          |         |             |                  |
| 1           | Deutschland                                                          | Philipp Weishaupt | Monte Bellini | 0           | 0           |                      |          |         |             |                  |
| 1           | Deutschland                                                          | Ludger Beerbaum | Chiara | 1           | 2           |                      |          |         |             |                  |
| 1           | Deutschland                                                          | | | 2           | 2           | 4                    |          |         | 64.000 €    | 100              |
| 2           | Vereinigte Staaten (Mannschaft aus der Nord- und Zentralamerikaliga) | Lauren Hough mit Quick Study Lucy Davis mit Barron Laura Kraut mit Cedric Beezie Madden mit Cortes C                                    | Lauren Hough mit Quick Study Lucy Davis mit Barron Laura Kraut mit Cedric Beezie Madden mit Cortes C                                    |             |             |                      |          |         |             |                  |
| 2           | Vereinigte Staaten (Mannschaft aus der Nord- und Zentralamerikaliga) | | | 4           | 1           | 5                    |          |         | 40.000 €    | —                |
| 3           | Frankreich                                                           | Roger-Yves Bost mit Myrtille Paulois Simon Delestre mit Qlassic Bois Margot Aymeric de Ponnat mit Armitages Boy Kevin Staut mit Silvana | Roger-Yves Bost mit Myrtille Paulois Simon Delestre mit Qlassic Bois Margot Aymeric de Ponnat mit Armitages Boy Kevin Staut mit Silvana |             |             |                      |          |         |             |                  |
| 3           | Frankreich                                                           | | | 5           | 4           | 9                    |          |         | 32.000 €    | —                |
| 4           | Großbritannien                                                       | Laura Renwick mit Oz de Breve Daniel Neilson mit Varo M Louise Saywell mit Winner William Whitaker mit Fandango                         | Laura Renwick mit Oz de Breve Daniel Neilson mit Varo M Louise Saywell mit Winner William Whitaker mit Fandango                         |             |             |                      |          |         |             |                  |
| 4           | Großbritannien                                                       | | | 11          | 8           | 19                   |          |         | 24.000 €    | —                |
| 5           | Schweiz                                                              | Pius Schwizer | Picsou du Chene | (9)         | (9)         |                      |          |         |             |                  |
| 5           | Schweiz                                                              | Janika Sprunger | Palloubet D'Halong | 0           | 0           |                      |          |         |             |                  |
| 5           | Schweiz                                                              | Alexandra Fricker | Paille | 4           | 8           |                      |          |         |             |                  |
| 5           | Schweiz                                                              | Steve Guerdat | Nino de Buissonnets | 1           | 9           |                      |          |         |             |                  |
| 5           | Schweiz                                                              | | | 5           | 17          | 22                   |          |         | 16.000 €    | 70               |
| 6           | Niederlande                                                          | Jur Vrieling mit Bubalu Willem Greve mit Carambole Hendrik-Jan Schuttert mit Corona Frank Schuttert mit Winchester                      | Jur Vrieling mit Bubalu Willem Greve mit Carambole Hendrik-Jan Schuttert mit Corona Frank Schuttert mit Winchester                      |             |             |                      |          |         |             |                  |
| 6           | Niederlande                                                          | | | 12          | 14          | 26                   |          |         | 9.500 €     | 65,5             |
| 6           | Belgien (Mannschaft aus der Europa-Liga 2)                           | Pieter Devos mit Candy Catherine van Roosbroeck mit Calumet Judy-Ann Melchior mit As Cold as Ice Z Jos Lansink mit Wervel Wind          | Pieter Devos mit Candy Catherine van Roosbroeck mit Calumet Judy-Ann Melchior mit As Cold as Ice Z Jos Lansink mit Wervel Wind          |             |             |                      |          |         |             |                  |
| 6           | Belgien (Mannschaft aus der Europa-Liga 2)                           | | | 7           | 19          | 26                   |          |         | 9.500 €     | —                |
| 8           | Spanien                                                              | Pilar Cordon mit Coriana van Klapscheut Manuel Añón mit Qlamp D'Ivraie Manuel Fernandez Saro mit Bonaire Sergio Álvarez Moya mit Zipper | Pilar Cordon mit Coriana van Klapscheut Manuel Añón mit Qlamp D'Ivraie Manuel Fernandez Saro mit Bonaire Sergio Álvarez Moya mit Zipper |             |             |                      |          |         |             |                  |
| 8           | Spanien                                                              | | | 5           | 28          | 33                   |          |         | 5.000 €     | 64               |

(Ausgeklammerte Strafpunkte zählen als Streichergebnis nicht für das Mannschaftsergebnis)

### 5. Prüfung: Deutschland
Eine Woche nach Rotterdam machte die Europa-Liga 1 in Deutschland Station: der CHIO Aachen fand über zwei Wochen vom 21. bis 30. Juni 2013 statt, die Wertungsprüfung wurde am 27. Juni 2013 ab 19:30 Uhr durchgeführt. Austragungsort der Springreitwettbewerbe beim CHIO ist das Hauptstadion Aachen.
Wertungspunkte erhielten beim CHIO Aachen folgende Equipen: Deutschland, Frankreich, Irland und die Niederlande.
|             | Mannschaft                                     | Reiter | Pferd | 1. Umlauf   | 2. Umlauf   | Strafpunkte (Gesamt) | Stechen  | Stechen | Preis- geld | Wertungs- punkte |
| Strafpunkte | Mannschaft                                     | Reiter | Pferd | Strafpunkte | Strafpunkte | Strafpunkte (Gesamt) | Zeit (s) |         | Preis- geld | Wertungs- punkte |
| ----------- | ---------------------------------------------- | --- | --- | ----------- | ----------- | -------------------- | -------- | ------- | ----------- | ---------------- |
| 1           | Niederlande                                    | Marc Houtzager | Tamino | (9)         | 0           |                      |          |         |             |                  |
| 1           | Niederlande                                    | Leon Thijssen | Tyson | 5           | 0           |                      |          |         |             |                  |
| 1           | Niederlande                                    | Harrie Smolders | Emerald | 9           | (9)         |                      |          |         |             |                  |
| 1           | Niederlande                                    | Gerco Schröder | London | 0           | 0           |                      |          |         |             |                  |
| 1           | Niederlande                                    | | | 14          | 0           | 14                   |          |         | 110.000 €   | 100              |
| 2           | Belgien (Mannschaft aus der Europa-Liga 2)     | Gregory Wathelet mit Desteny van het Dennehof Nicola Philippaerts mit Cortez Dirk Demeersman mit Bufero van het Panishof Ludo Philippaerts mit Challenge van de Begijnakker | Gregory Wathelet mit Desteny van het Dennehof Nicola Philippaerts mit Cortez Dirk Demeersman mit Bufero van het Panishof Ludo Philippaerts mit Challenge van de Begijnakker |             |             |                      |          |         |             |                  |
| 2           | Belgien (Mannschaft aus der Europa-Liga 2)     | | | 1           | 16          | 17                   |          |         | 80.000 €    | —                |
| 3           | Deutschland                                    | Christian Ahlmann | Codex One | 0           | (5)         |                      |          |         |             |                  |
| 3           | Deutschland                                    | Daniel Deußer | Cornet d´Amour | 4           | 4           |                      |          |         |             |                  |
| 3           | Deutschland                                    | Meredith Michaels-Beerbaum | Bella Donna | (5)         | 5           |                      |          |         |             |                  |
| 3           | Deutschland                                    | Ludger Beerbaum | Chiara | 4           | 4           |                      |          |         |             |                  |
| 3           | Deutschland                                    | | | 8           | 13          | 21                   |          |         | 60.000 €    | 82               |
| 4           | Frankreich                                     | Patrice Delaveau mit Orient Express Eugenie Angot mit Old Chap Tame Olivier Guillon mit Lord de Theize Kevin Staut mit Quismy des Vaux                                      | Patrice Delaveau mit Orient Express Eugenie Angot mit Old Chap Tame Olivier Guillon mit Lord de Theize Kevin Staut mit Quismy des Vaux                                      |             |             |                      |          |         |             |                  |
| 4           | Frankreich                                     | | | 7           | 16          | 23                   |          |         | 35.000 €    | 75               |
| 5           | Irland                                         | Dermott Lennon mit Lou-Lou Shane Breen mit Balloon Shane Carey mit Ballymore Eustace Billy Twomey mit Tinka´s Serenade                                                      | Dermott Lennon mit Lou-Lou Shane Breen mit Balloon Shane Carey mit Ballymore Eustace Billy Twomey mit Tinka´s Serenade                                                      |             |             |                      |          |         |             |                  |
| 5           | Irland                                         | | | 21          | 14          | 35                   |          |         | 25.000 €    | 70               |
| 6           | Schweiz                                        | Steve Guerdat | Nasa | 9           | 9           |                      |          |         |             |                  |
| 6           | Schweiz                                        | Werner Muff | Never Last | (17)        | (13)        |                      |          |         |             |                  |
| 6           | Schweiz                                        | Janika Sprunger | Uptown Boy | 5           | 9           |                      |          |         |             |                  |
| 6           | Schweiz                                        | Pius Schwizer | Picsou du Chene | 9           | 1           |                      |          |         |             |                  |
| 6           | Schweiz                                        | | | 23          | 19          | 42                   |          |         | 18.000 €    | —                |
| 7           | Großbritannien                                 | Guy Williams mit Titus II Robert Smith mit Voila Ben Maher mit Tripple X III Tina Fletcher mit Unique IX                                                                    | Guy Williams mit Titus II Robert Smith mit Voila Ben Maher mit Tripple X III Tina Fletcher mit Unique IX                                                                    |             |             |                      |          |         |             |                  |
| 7           | Großbritannien                                 | | | 22          | 26          | 48                   |          |         | 12.000 €    | —                |
| 8           | Saudi-Arabien (Mannschaft aus der Nahost-Liga) | Abdullah Al Saud mit Davos Faisal al-Shalan mit Talan Ramzy al-Duhami mit Al Capone                                                                                         | Abdullah Al Saud mit Davos Faisal al-Shalan mit Talan Ramzy al-Duhami mit Al Capone                                                                                         |             |             |                      |          |         |             |                  |
| 8           | Saudi-Arabien (Mannschaft aus der Nahost-Liga) | | | 34          | 28          | 62                   |          |         | 10.000 €    | —                |

(Ausgeklammerte Strafpunkte zählen als Streichergebnis nicht für das Mannschaftsergebnis)

### 6. Prüfung: Schweden
Die schwedische Etappe der Europa-Liga 1 wurde bei der Falsterbo Horse Show in Skanör med Falsterbo ausgetragen. Das Turnier fand vom 11. bis zum 14. Juli 2013 statt. In Falsterbo hatten folgende Mannschaften die Möglichkeit, Wertungspunkte zu sammeln: Die Schweiz, die Niederlande, die Ukraine und Spanien.
Die deutsche Equipe siegte überlegen in Falsterbo. Philipp Weishaupt, der mit Monte Bellini Schlussreiter der Mannschaft war, musste in beiden Umlauf überhaupt nicht mehr an den Start gehen.
|             | Mannschaft                                  | Reiter | Pferd | 1. Umlauf   | 2. Umlauf   | Strafpunkte (Gesamt) | Stechen  | Stechen | Preis- geld | Wertungs- punkte |
| Strafpunkte | Mannschaft                                  | Reiter | Pferd | Strafpunkte | Strafpunkte | Strafpunkte (Gesamt) | Zeit (s) |         | Preis- geld | Wertungs- punkte |
| ----------- | ------------------------------------------- | --- | --- | ----------- | ----------- | -------------------- | -------- | ------- | ----------- | ---------------- |
| 1           | Deutschland                                 | Marcus Ehning | Plot Blue | 0           | 0           |                      |          |         |             |                  |
| 1           | Deutschland                                 | Rolf Moormann | Acorte | 0           | 4           |                      |          |         |             |                  |
| 1           | Deutschland                                 | Carsten-Otto Nagel | Corradina | 0           | 0           |                      |          |         |             |                  |
| 1           | Deutschland                                 | Philipp Weishaupt | Monte Bellini | (N.GES.)    | (N.GES.)    |                      |          |         |             |                  |
| 1           | Deutschland                                 | | | 0           | 4           | 4                    |          |         | 64.000 €    | —                |
| 2           | Italien (Mannschaft aus der Europa-Liga 2)  | Luca Maria Moneta mit Neptune Brecourt Emanuele Gaudiano mit Cocoshynsky Francesco Franco mit Cassandra Piergiorgio Bucci mit Casallo Z                        | Luca Maria Moneta mit Neptune Brecourt Emanuele Gaudiano mit Cocoshynsky Francesco Franco mit Cassandra Piergiorgio Bucci mit Casallo Z                        |             |             |                      |          |         |             |                  |
| 2           | Italien (Mannschaft aus der Europa-Liga 2)  | | | 4           | 8           | 12                   |          |         | 40.000 €    | —                |
| 3           | Niederlande                                 | Jeroen Dubbeldam mit Utascha Willem Greve mit Carambole Leon Thijssen mit Tyson Jur Vrieling mit Bubalu                                                        | Jeroen Dubbeldam mit Utascha Willem Greve mit Carambole Leon Thijssen mit Tyson Jur Vrieling mit Bubalu                                                        |             |             |                      |          |         |             |                  |
| 3           | Niederlande                                 | | | 8           | 8           | 16                   |          |         | 28.000 €    | 78,5             |
| 3           | Schweden (Mannschaft aus der Europa-Liga 2) | Jens Fredricson mit Lunatic Malin Baryard-Johnsson mit Baltimore Emma Emanuelsson mit Titan Rolf-Göran Bengtsson mit Casall                                    | Jens Fredricson mit Lunatic Malin Baryard-Johnsson mit Baltimore Emma Emanuelsson mit Titan Rolf-Göran Bengtsson mit Casall                                    |             |             |                      |          |         |             |                  |
| 3           | Schweden (Mannschaft aus der Europa-Liga 2) | | | 4           | 12          | 16                   |          |         | 28.000 €    | —                |
| 5           | Schweiz                                     | Janika Sprunger | Uptown Boy | 6           | (12)        |                      |          |         |             |                  |
| 5           | Schweiz                                     | Romain Duguet | Quorida de Treho | (8)         | 0           |                      |          |         |             |                  |
| 5           | Schweiz                                     | Niklaus Rutschi | Windsor XV | 4           | 0           |                      |          |         |             |                  |
| 5           | Schweiz                                     | Steve Guerdat | Nasa | 0           | 8           |                      |          |         |             |                  |
| 5           | Schweiz                                     | | | 10          | 8           | 18                   |          |         | 16.000 €    | 70               |
| 6           | Frankreich                                  | Nicolas Delmotte mit Number One D'Iso Un Prince Jérôme Hurel mit Ohm de Ponthual Julien Epaillard mit Qarat de La Loge Timothée Anciaume mit Quorioso Pre Noir | Nicolas Delmotte mit Number One D'Iso Un Prince Jérôme Hurel mit Ohm de Ponthual Julien Epaillard mit Qarat de La Loge Timothée Anciaume mit Quorioso Pre Noir |             |             |                      |          |         |             |                  |
| 6           | Frankreich                                  | | | 5           | 4           | 9                    |          |         | 11.000 €    | —                |
| 7           | Ukraine                                     | Cassio Rivetti mit Vivant Oleg Krasyuk mit Nobylis Ulrich Kirchhoff mit Verdi Katharina Offel mit Pour Le Poussage                                             | Cassio Rivetti mit Vivant Oleg Krasyuk mit Nobylis Ulrich Kirchhoff mit Verdi Katharina Offel mit Pour Le Poussage                                             |             |             |                      |          |         |             |                  |
| 7           | Ukraine                                     | | | 4           | 24          | 28                   |          |         | 8.000 €     | 65               |
| 8           | Spanien                                     | Julio Arias Cueva mit Quinai des Chayottes Antonio Mariñas Soto mit Cash and Go Paola Amilibia Puig mit Prunella D'Ariel Manuel Fernandez Saro mit Bonaire     | Julio Arias Cueva mit Quinai des Chayottes Antonio Mariñas Soto mit Cash and Go Paola Amilibia Puig mit Prunella D'Ariel Manuel Fernandez Saro mit Bonaire     |             |             |                      |          |         |             |                  |
| 8           | Spanien                                     | | | 20          | 21          | 41                   |          |         | 5.000 €     | 64               |
| 9           | Dänemark (Mannschaft aus der Europa-Liga 2) | Andreas Schou mit Vivaldi K Thomas Velin mit Chopin van het Moleneind Thomas Sandgaard mit Amarone Sören Pedersen mit Esperanza de Rebel                       | Andreas Schou mit Vivaldi K Thomas Velin mit Chopin van het Moleneind Thomas Sandgaard mit Amarone Sören Pedersen mit Esperanza de Rebel                       |             |             |                      |          |         |             |                  |
| 9           | Dänemark (Mannschaft aus der Europa-Liga 2) | | | 25          |             |                      |          |         |             | —                |

(Ausgeklammerte Strafpunkte zählen als Streichergebnis nicht für das Mannschaftsergebnis)

### 7. Prüfung: Vereinigtes Königreich
Die siebente Station führte die Europa-Liga 1 in das Vereinigte Königreich. Die Royal International Horse Show in Hickstead wurde vom 1. bis 4. August 2013 ausgetragen. In Hickstead erhielten folgende Mannschaften die Möglichkeit, Wertungspunkte zu sammeln: Deutschland, Frankreich, Großbritannien und die Ukraine.
|             | Mannschaft                                                           | Reiter | Pferd | 1. Umlauf   | 2. Umlauf   | Strafpunkte (Gesamt) | Stechen  | Stechen | Preis- geld | Wertungs- punkte |
| Strafpunkte | Mannschaft                                                           | Reiter | Pferd | Strafpunkte | Strafpunkte | Strafpunkte (Gesamt) | Zeit (s) |         | Preis- geld | Wertungs- punkte |
| ----------- | -------------------------------------------------------------------- | --- | --- | ----------- | ----------- | -------------------- | -------- | ------- | ----------- | ---------------- |
| 1           | Deutschland                                                          | Marcus Ehning | Plot Blue | 0           | 0           |                      |          |         |             |                  |
| 1           | Deutschland                                                          | Meredith Michaels-Beerbaum | Bella Donna | (4)         | 0           |                      |          |         |             |                  |
| 1           | Deutschland                                                          | Hans-Dieter Dreher | Magnus Romeo | 0           | 4           |                      |          |         |             |                  |
| 1           | Deutschland                                                          | Ludger Beerbaum | Chiara | 0           | (N.GES.)    |                      |          |         |             |                  |
| 1           | Deutschland                                                          | | | 0           | 4           | 4                    |          |         | 64.000 €    | 100              |
| 2           | Vereinigte Staaten (Mannschaft aus der Nord- und Zentralamerikaliga) | Richard Spooner mit Cristallo Lucy Davis mit Cylana McLain Ward mit Rothchild Beezie Madden mit Cortes C                              | Richard Spooner mit Cristallo Lucy Davis mit Cylana McLain Ward mit Rothchild Beezie Madden mit Cortes C                              |             |             |                      |          |         |             |                  |
| 2           | Vereinigte Staaten (Mannschaft aus der Nord- und Zentralamerikaliga) | | | 4           | 8           | 12                   |          |         | 36.000 €    | —                |
| 2           | Frankreich                                                           | Pénélope Leprevost mit Nayana Marie Hécart mit Myself de Breve Marc Dilasser mit Obiwan de Piliere Kevin Staut mit Estoy Aqui de Muze | Pénélope Leprevost mit Nayana Marie Hécart mit Myself de Breve Marc Dilasser mit Obiwan de Piliere Kevin Staut mit Estoy Aqui de Muze |             |             |                      |          |         |             |                  |
| 2           | Frankreich                                                           | | | 4           | 8           | 12                   |          |         | 36.000 €    | 86               |
| 4           | Irland                                                               | Shane Breen mit Cos I Can Michael Kelly mit Annestown Niall Talbot mit Nicos de La Cense Billy Twomey mit Diaghilev                   | Shane Breen mit Cos I Can Michael Kelly mit Annestown Niall Talbot mit Nicos de La Cense Billy Twomey mit Diaghilev                   |             |             |                      |          |         |             |                  |
| 4           | Irland                                                               | | | 9           | 4           | 13                   |          |         | 24.000 €    | —                |
| 5           | Großbritannien                                                       | William Funnell mit Billy Congo Peter Charles mit Odie de Frevent Scott Brash mit Ursula XII Ben Maher mit Tripple X III              | William Funnell mit Billy Congo Peter Charles mit Odie de Frevent Scott Brash mit Ursula XII Ben Maher mit Tripple X III              |             |             |                      |          |         |             |                  |
| 5           | Großbritannien                                                       | | | 9           | 8           | 17                   |          |         | 13.500 €    | 68               |
| 5           | Ukraine                                                              | Cassio Rivetti mit Vivant Oleg Krasyuk mit Nobylis Ulrich Kirchhoff mit Verdi Katharina Offel mit Pour Le Poussage                    | Cassio Rivetti mit Vivant Oleg Krasyuk mit Nobylis Ulrich Kirchhoff mit Verdi Katharina Offel mit Pour Le Poussage                    |             |             |                      |          |         |             |                  |
| 5           | Ukraine                                                              | | | 5           | 12          | 17                   |          |         | 13.500 €    | 68               |
| 7           | Niederlande                                                          | Albert Voorn mit Tobalio Michel Hendrix mit Wait and See Timothy Hendrix mit Very Nice Jur Vrieling mit Bubalu                        | Albert Voorn mit Tobalio Michel Hendrix mit Wait and See Timothy Hendrix mit Very Nice Jur Vrieling mit Bubalu                        |             |             |                      |          |         |             |                  |
| 7           | Niederlande                                                          | | | 4           | 16          | 20                   |          |         | 8.000 €     | —                |
| 8           | Schweiz                                                              | Werner Muff | Landthago | 8           | 8           |                      |          |         |             |                  |
| 8           | Schweiz                                                              | Nadja Peter-Steiner | Celeste | 4           | (8)         |                      |          |         |             |                  |
| 8           | Schweiz                                                              | Niklaus Rutschi | Windsor XV | 8           | 4           |                      |          |         |             |                  |
| 8           | Schweiz                                                              | Christina Liebherr | Eagle Eye | (8)         | 0           |                      |          |         |             |                  |
| 8           | Schweiz                                                              | | | 20          | 12          | 32                   |          |         | 5.000 €     | —                |

(Ausgeklammerte Strafpunkte zählen als Streichergebnis nicht für das Mannschaftsergebnis)

### 8. Prüfung: Irland
Die letzte Prüfung der Europa-Liga 1 vor dem Nationenpreisfinale bildete im Jahr 2013 die Dublin Horse Show. Das Nationenpreisturnier Irlands fand, rund zwei Wochen vor den Europameisterschaften, vom 7. bis 11. August 2013 in Dublin statt.
Wertungspunkte konnten in Dublin folgende Equipen sammeln: Irland, Großbritannien, die Ukraine und Spanien.
Mit einem Sieg sicherte sich die britische Mannschaft ihre Qualifikation für das Nationenpreisfinale und verdrängte damit die deutsche Mannschaft auf den siebenten Rang. Auch die Ukraine erreichte trotz eines siebenten Platzes in Dublin noch einen Startplatz für das Nationenpreisfinale.
|             | Mannschaft                                                           | Reiter | Pferd | 1. Umlauf   | 2. Umlauf   | Strafpunkte (Gesamt) | Stechen  | Stechen | Preis- geld | Wertungs- punkte |
| Strafpunkte | Mannschaft                                                           | Reiter | Pferd | Strafpunkte | Strafpunkte | Strafpunkte (Gesamt) | Zeit (s) |         | Preis- geld | Wertungs- punkte |
| ----------- | -------------------------------------------------------------------- | --- | --- | ----------- | ----------- | -------------------- | -------- | ------- | ----------- | ---------------- |
| 1           | Großbritannien                                                       | Nick Skelton | Big Star | 4           | 0           |                      |          |         |             |                  |
| 1           | Großbritannien                                                       | Ben Maher | Cella | 4           | 0           |                      |          |         |             |                  |
| 1           | Großbritannien                                                       | Robert Smith | Voila | (8)         | (8)         |                      |          |         |             |                  |
| 1           | Großbritannien                                                       | Scott Brash | Sanctos | 0           | 0           |                      |          |         |             |                  |
| 1           | Großbritannien                                                       | | | 8           | 0           | 8                    |          |         | 64.000 €    | 100              |
| 2           | Niederlande                                                          | Albert Voorn mit Tobalio Hendrik-Jan Schuttert mit Cerona Michel Hendrix mit Wait and See Gert-Jan Bruggink mit Dejavu                                       | Albert Voorn mit Tobalio Hendrik-Jan Schuttert mit Cerona Michel Hendrix mit Wait and See Gert-Jan Bruggink mit Dejavu                                       |             |             |                      |          |         |             |                  |
| 2           | Niederlande                                                          | | | 4           | 8           | 12                   |          |         | 40.000 €    | —                |
| 3           | Vereinigte Staaten (Mannschaft aus der Nord- und Zentralamerikaliga) | McLain Ward mit Rothchild Katherine Dinan mit Nougat du Vallet Kent Farrington mit Blue Angel Beezie Madden mit Cortes C                                     | McLain Ward mit Rothchild Katherine Dinan mit Nougat du Vallet Kent Farrington mit Blue Angel Beezie Madden mit Cortes C                                     |             |             |                      |          |         |             |                  |
| 3           | Vereinigte Staaten (Mannschaft aus der Nord- und Zentralamerikaliga) | | | 12          | 4           | 16                   |          |         | 28.000 €    | —                |
| 3           | Irland                                                               | Dermott Lennon mit Lou-Lou Shane Breen mit Balloon Conor Swail mit Lansdowne Cian O’Connor mit Blue Loyd                                                     | Dermott Lennon mit Lou-Lou Shane Breen mit Balloon Conor Swail mit Lansdowne Cian O’Connor mit Blue Loyd                                                     |             |             |                      |          |         |             |                  |
| 3           | Irland                                                               | | | 8           | 8           | 16                   |          |         | 28.000 €    | 78,5             |
| 5           | Deutschland                                                          | Marcus Ehning | Plot Blue | 4           | 0           |                      |          |         |             |                  |
| 5           | Deutschland                                                          | Janne Friederike Meyer | Lambrasco | (8)         | 4           |                      |          |         |             |                  |
| 5           | Deutschland                                                          | Rolf Moormann | Acorte | 4           | 4           |                      |          |         |             |                  |
| 5           | Deutschland                                                          | Meredith Michaels-Beerbaum | Bella Donna | 4           | (4)         |                      |          |         |             |                  |
| 5           | Deutschland                                                          | | | 12          | 8           | 20                   |          |         | 13.500 €    | —                |
| 5           | Frankreich                                                           | Pénélope Leprevost mit Nayana Marie Hécart mit Myself de Breve Michel Robert mit Oh D'Eole Kevin Staut mit Estoy Aqui de Muze                                | Pénélope Leprevost mit Nayana Marie Hécart mit Myself de Breve Michel Robert mit Oh D'Eole Kevin Staut mit Estoy Aqui de Muze                                |             |             |                      |          |         |             |                  |
| 5           | Frankreich                                                           | | | 12          | 8           | 20                   |          |         | 13.500 €    | —                |
| 7           | Ukraine                                                              | Cassio Rivetti mit Vivant Oleg Krasyuk mit Ledgepoint Ulrich Kirchhoff mit Verdi Katharina Offel mit Pour Le Poussage                                        | Cassio Rivetti mit Vivant Oleg Krasyuk mit Ledgepoint Ulrich Kirchhoff mit Verdi Katharina Offel mit Pour Le Poussage                                        |             |             |                      |          |         |             |                  |
| 7           | Ukraine                                                              | | | 28          | 16          | 44                   |          |         | 8.000 €     | 65               |
| 8           | Spanien                                                              | Sergio Álvarez Moya mit Zipper Eduardo Blanco mit Olala de Buissy Carlos López-Fanjul Tartiere mit Conington Paola Amilibia Puig mit Notre Star de La Nutria | Sergio Álvarez Moya mit Zipper Eduardo Blanco mit Olala de Buissy Carlos López-Fanjul Tartiere mit Conington Paola Amilibia Puig mit Notre Star de La Nutria |             |             |                      |          |         |             |                  |
| 8           | Spanien                                                              | | | 20          | 41          | 61                   |          |         | 5.000 €     | 64               |

(Ausgeklammerte Strafpunkte zählen als Streichergebnis nicht für das Mannschaftsergebnis)

### Gesamtwertung Europa-Liga 1
Für das Finale des Nations Cups qualifizieren sich aus der Europa-Liga 1 die bestplatzierten sechs Mannschaften der Gesamtwertung. Zudem ist Spaniens als Gastgeber ebenfalls für das Nations Cups-Finale qualifiziert, so dass die deutsche Equipe als einzige der Europa-Liga 1 nicht in Barcelona am Start ist.
|   |                | FRA   | ITA | SUI | NED  | GER | SWE  | GBR | IRL  | Wertungs- punkte |
| - | -------------- | ----- | --- | --- | ---- | --- | ---- | --- | ---- | ---------------- |
| 1 | Schweiz        | 90    | —   | 90  | 70   | —   | 70   | —   | —    | 320              |
| 2 | Frankreich     | 75,67 | 82  | —   | —    | 75  | —    | 86  | —    | 318,67           |
| 3 | Großbritannien | 75,67 | 68  | —   | —    | —   | —    | 68  | 100  | 311,67           |
| 4 | Niederlande    | —     | —   | 65  | 65,5 | 100 | 78,5 | —   | —    | 309              |
| 5 | Irland         | 75,67 | —   | 75  | —    | 70  | —    | —   | 78,5 | 299,17           |
| 6 | Ukraine        | —     | 100 | —   | —    | —   | 65   | 68  | 65   | 298              |
| 7 | Deutschland    | —     | —   | 0   | 100  | 82  | —    | 100 | —    | 282              |
| 8 | Spanien        | —     | 64  | —   | 64   | —   | 64   | —   | 64   | 256              |

## Europa-Liga 2
In der Europa-Liga 2 konnten alle europäischen Mannschaften Wertungspunkte sammeln, die nicht der Europa-Liga 1 angehörten. Die Liga umfasste europäische Nationenpreise, die bisher der Promotional League Europa zugeordnet waren.

### 1. Prüfung: Österreich
Das österreichische Nationenpreisturnier, das Linzer Pferdefestival, fand vom 2. bis 5. Mai 2013 in Linz-Ebelsberg statt. Der Nationenpreis dieses CSIO 3*-Turniers wurde am 3. Mai ab 14:00 Uhr durchgeführt.
|             | Mannschaft                                        | Reiter | Pferd | 1. Umlauf   | 2. Umlauf   | Strafpunkte (Gesamt) | Stechen  | Stechen | Preis- geld | Wertungs- punkte |
| Strafpunkte | Mannschaft                                        | Reiter | Pferd | Strafpunkte | Strafpunkte | Strafpunkte (Gesamt) | Zeit (s) |         | Preis- geld | Wertungs- punkte |
| ----------- | ------------------------------------------------- | --- | --- | ----------- | ----------- | -------------------- | -------- | ------- | ----------- | ---------------- |
| 1           | Schweiz (Mannschaft aus der Europa-Liga 1)        | Christina Liebherr | Callas Sitte Z | 0           | 4           |                      |          |         |             |                  |
| 1           | Schweiz (Mannschaft aus der Europa-Liga 1)        | Theo Muff | Leszek | 4           | 4           |                      |          |         |             |                  |
| 1           | Schweiz (Mannschaft aus der Europa-Liga 1)        | Pascal Bettschen | Milor Landais | 1           | (8)         |                      |          |         |             |                  |
| 1           | Schweiz (Mannschaft aus der Europa-Liga 1)        | Claudia Gisler | Touchable | (4)         | 4           |                      |          |         |             |                  |
| 1           | Schweiz (Mannschaft aus der Europa-Liga 1)        | | | 5           | 12          | 17                   |          |         | 12.000 €    | —                |
| 2           | Australien                                        | Alison Rowland mit Bickley Brook Bella William James Passy mit Yirrkala Cortina Phillip Lever mit Da Vinci's Pride Rory Hovell mit Yalambi's Val d'Isere | Alison Rowland mit Bickley Brook Bella William James Passy mit Yirrkala Cortina Phillip Lever mit Da Vinci's Pride Rory Hovell mit Yalambi's Val d'Isere |             |             |                      |          |         |             |                  |
| 2           | Australien                                        | | | 1           | 20          | 21                   |          |         | 8.000 €     | 90               |
| 3           | Deutschland (Mannschaft aus der Europa-Liga 1)    | Mario Stevens | Little Pezi | 0           | 4           |                      |          |         |             |                  |
| 3           | Deutschland (Mannschaft aus der Europa-Liga 1)    | Joachim Heyer | Aquarell | (AUSG)      | (19)        |                      |          |         |             |                  |
| 3           | Deutschland (Mannschaft aus der Europa-Liga 1)    | Markus Renzel | Cassydy | 6           | 0           |                      |          |         |             |                  |
| 3           | Deutschland (Mannschaft aus der Europa-Liga 1)    | Jan Wernke | Queen Mary | 4           | 8           |                      |          |         |             |                  |
| 3           | Deutschland (Mannschaft aus der Europa-Liga 1)    | | | 10          | 12          | 22                   |          |         | 6.000 €     | —                |
| 4           | Österreich                                        | Dieter Köfler | Prince de Vaux | 4           | 8           |                      |          |         |             |                  |
| 4           | Österreich                                        | Astrid Kneifel | Duc de Revel | 8           | 4           |                      |          |         |             |                  |
| 4           | Österreich                                        | Julia Kayser | Ushi | (8)         | 0           |                      |          |         |             |                  |
| 4           | Österreich                                        | Stefan Eder | Concordija | 0           | (8)         |                      |          |         |             |                  |
| 4           | Österreich                                        | | | 12          | 12          | 24                   |          |         | 4.000 €     | 75               |
| 5           | Irland (Mannschaft aus der Europa-Liga 1)         | Billy Twomey mit Je t'aime Flamenco Anthony Condon mit Special Lux Bertram Allen mit Romanov Captain Michael Kelly mit Annestown                         | Billy Twomey mit Je t'aime Flamenco Anthony Condon mit Special Lux Bertram Allen mit Romanov Captain Michael Kelly mit Annestown                         |             |             |                      |          |         |             |                  |
| 5           | Irland (Mannschaft aus der Europa-Liga 1)         | | | 21          | 4           | 25                   |          |         | 2.000 €     | —                |
| 6           | Dänemark                                          | Andreas Schou mit Allerdings Kim Kristensen mit Kamila Lars Bak Andersen mit Charly Charlotte von Rönne mit Cartani                                      | Andreas Schou mit Allerdings Kim Kristensen mit Kamila Lars Bak Andersen mit Charly Charlotte von Rönne mit Cartani                                      |             |             |                      |          |         |             |                  |
| 6           | Dänemark                                          | | | 16          | 12          | 28                   |          |         | 2.000 €     | 66               |
| 7           | Polen                                             | Łukasz Koza mit El Camp Igor Kawiak mit Centino du Ry Ewa Mazurowska mit Ponita Piotr Morsztyn mit Osadkowski van Halen                                  | Łukasz Koza mit El Camp Igor Kawiak mit Centino du Ry Ewa Mazurowska mit Ponita Piotr Morsztyn mit Osadkowski van Halen                                  |             |             |                      |          |         |             |                  |
| 7           | Polen                                             | | | 8           | 24          | 32                   |          |         | 2.000 €     | 65               |
| 8           | Italien                                           | Luca Maria Moneta mit Neptune Brecourt Eleonora Zorzetto mit Villeneuve D. Riccardo Pisani mit Chico Z Fabio Brotto mit New Zealand delle Roane          | Luca Maria Moneta mit Neptune Brecourt Eleonora Zorzetto mit Villeneuve D. Riccardo Pisani mit Chico Z Fabio Brotto mit New Zealand delle Roane          |             |             |                      |          |         |             |                  |
| 8           | Italien                                           | | | 12          | 28          | 40                   |          |         | 1.000 €     | 64               |
| 9           | Großbritannien (Mannschaft aus der Europa-Liga 1) | Jo Pay mit Goodman Accobado Louise Saywell mit Winner Timothy Page mit Quentin Tarantino William Whitaker mit Fandango                                   | Jo Pay mit Goodman Accobado Louise Saywell mit Winner Timothy Page mit Quentin Tarantino William Whitaker mit Fandango                                   |             |             |                      |          |         |             |                  |
| 9           | Großbritannien (Mannschaft aus der Europa-Liga 1) | | | 23          |             |                      |          |         |             | —                |
| 10          | Belarus                                           | Jahor Morotski mit Wacantos Wassil Ivanou mit Lodonkor Ibragim Waskow mit Clooney Maxim Kryna mit Unique Cheval                                          | Jahor Morotski mit Wacantos Wassil Ivanou mit Lodonkor Ibragim Waskow mit Clooney Maxim Kryna mit Unique Cheval                                          |             |             |                      |          |         |             |                  |
| 10          | Belarus                                           | | | 31          |             |                      |          |         |             | 59               |
| 11          | Russland                                          | Sergei Tschomaschko mit Like You Wadim Konowalow mit Wilandra Natalia Simonia mit Kilar Wladimir Beletskij mit Rocketman                                 | Sergei Tschomaschko mit Like You Wadim Konowalow mit Wilandra Natalia Simonia mit Kilar Wladimir Beletskij mit Rocketman                                 |             |             |                      |          |         |             |                  |
| 11          | Russland                                          | | | 32          |             |                      |          |         |             | —                |

(Ausgeklammerte Strafpunkte zählen als Streichergebnis nicht für das Mannschaftsergebnis)

### 2. Prüfung: Belgien
In Lummen findet traditionell das belgische Nationenpreisturnier statt. Das unter dem Titel Flanders Spring Classic - Jumping Lummen ausgetragene CSIO 4*-Turnier fand vom 1. bis 5. Mai 2013 statt, der Nationenpreis wurde am 3. Mai ab 14:00 Uhr durchgeführt.
|             | Mannschaft                                        | Reiter | Pferd | 1. Umlauf   | 2. Umlauf   | Strafpunkte (Gesamt) | Stechen  | Stechen | Preis- geld | Wertungs- punkte |
| Strafpunkte | Mannschaft                                        | Reiter | Pferd | Strafpunkte | Strafpunkte | Strafpunkte (Gesamt) | Zeit (s) |         | Preis- geld | Wertungs- punkte |
| ----------- | ------------------------------------------------- | --- | --- | ----------- | ----------- | -------------------- | -------- | ------- | ----------- | ---------------- |
| 1           | Frankreich (Mannschaft aus der Europa-Liga 1)     | Jerome Hurel | Ohm de Ponthual | (4)         | 0           |                      |          |         |             |                  |
| 1           | Frankreich (Mannschaft aus der Europa-Liga 1)     | Marc Dilasser | Obiwan de Piliere | 0           | 0           |                      |          |         |             |                  |
| 1           | Frankreich (Mannschaft aus der Europa-Liga 1)     | Aymeric de Ponnat | Armitages Boy | 0           | 0           |                      |          |         |             |                  |
| 1           | Frankreich (Mannschaft aus der Europa-Liga 1)     | Olivier Guillon | Lord de Theize | 0           | (N.GES.)    |                      |          |         |             |                  |
| 1           | Frankreich (Mannschaft aus der Europa-Liga 1)     | | | 0           | 0           | 0                    |          |         | 10.000 €    | —                |
| 2           | Schweiz (Mannschaft aus der Europa-Liga 1)        | Romain Duguet | Quorida de Treho | (8)         | 0           |                      |          |         |             |                  |
| 2           | Schweiz (Mannschaft aus der Europa-Liga 1)        | Martin Fuchs | Conte della Caccia | 4           | 0           |                      |          |         |             |                  |
| 2           | Schweiz (Mannschaft aus der Europa-Liga 1)        | Carlo Pfyffer | Notre Moinerie | 0           | 0           |                      |          |         |             |                  |
| 2           | Schweiz (Mannschaft aus der Europa-Liga 1)        | Andreas Ott | Loxy de la Reselle CH | 0           | (N.GES.)    |                      |          |         |             |                  |
| 2           | Schweiz (Mannschaft aus der Europa-Liga 1)        | | | 4           | 0           | 4                    |          |         | 8.000 €     | —                |
| 3           | Niederlande (Mannschaft aus der Europa-Liga 1)    | Leon Thijssen mit Haertthago Roelof Bril mit Warwick Peter Bulthuis mit Atlanta Henk van de Pol mit Warrant                                           | Leon Thijssen mit Haertthago Roelof Bril mit Warwick Peter Bulthuis mit Atlanta Henk van de Pol mit Warrant                                           |             |             |                      |          |         |             |                  |
| 3           | Niederlande (Mannschaft aus der Europa-Liga 1)    | | | 5           | 12          | 17                   |          |         | 6.000 €     | —                |
| 4           | Finnland                                          | Henri Kovács mit Carolus Z Anna-Julia Kontio mit Fardon Kaarlo Kovács mit Cassius Maiju Mallat mit Urleven van de Helle                               | Henri Kovács mit Carolus Z Anna-Julia Kontio mit Fardon Kaarlo Kovács mit Cassius Maiju Mallat mit Urleven van de Helle                               |             |             |                      |          |         |             |                  |
| 4           | Finnland                                          | | | 14          | 8           | 22                   |          |         | 4.000 €     | 75               |
| 5           | Schweden                                          | Niklas Arvidsson mit Click and Cash Angelie von Essen mit Newton Nickel Lisen Bratt Fredricson mit Thriller P Peder Fredricson mit Damgaardens Extens | Niklas Arvidsson mit Click and Cash Angelie von Essen mit Newton Nickel Lisen Bratt Fredricson mit Thriller P Peder Fredricson mit Damgaardens Extens |             |             |                      |          |         |             |                  |
| 5           | Schweden                                          | | | 8           | 16          | 24                   |          |         | 4.000 €     | 70               |
| 6           | Belgien                                           | François Mathy Jr mit d'Atlantique Royale Olivier Philippaerts mit Chamonix H Annelies Vorsselmans mit Vingino Philippe Le Jeune mit Once de Kreisker | François Mathy Jr mit d'Atlantique Royale Olivier Philippaerts mit Chamonix H Annelies Vorsselmans mit Vingino Philippe Le Jeune mit Once de Kreisker |             |             |                      |          |         |             |                  |
| 6           | Belgien                                           | | | 13          | 13          | 26                   |          |         | 4.000 €     | 66               |
| 7           | Großbritannien (Mannschaft aus der Europa-Liga 1) | Daniel Neilson mit Varo M Phillip Miller mit Caritiar Z Simon Crippen mit Ondine du Logis Joe Clee mit Diablesse de Muze                              | Daniel Neilson mit Varo M Phillip Miller mit Caritiar Z Simon Crippen mit Ondine du Logis Joe Clee mit Diablesse de Muze                              |             |             |                      |          |         |             |                  |
| 7           | Großbritannien (Mannschaft aus der Europa-Liga 1) | | | 9           | 25          | 34                   |          |         | 4.000 €     | —                |
| 8           | Norwegen                                          | Line Raaholt mit Diablo Victoria Gulliksen mit Urval Ole Kristoffer Meland mit CC Top Tony André Hansen mit Quartel du Mazes                          | Line Raaholt mit Diablo Victoria Gulliksen mit Urval Ole Kristoffer Meland mit CC Top Tony André Hansen mit Quartel du Mazes                          |             |             |                      |          |         |             |                  |
| 8           | Norwegen                                          | | | 15          |             |                      |          |         |             | 64               |

(Ausgeklammerte Strafpunkte zählen als Streichergebnis nicht für das Mannschaftsergebnis)

### 3. Prüfung: Norwegen
Die dritte Etappe der Europa-Liga 2 fand im hohen Norden Europas statt: Vom 9. bis 12. Mai 2013 fand das CSIO 3*-Turnier in Drammen statt. Die Wertungsprüfung wurde am 10. Mai ab 17:00 Uhr Ortszeit ausgetragen.
|             | Mannschaft                                     | Reiter | Pferd | 1. Umlauf   | 2. Umlauf   | Strafpunkte (Gesamt) | Stechen  | Stechen | Preis- geld | Wertungs- punkte |
| Strafpunkte | Mannschaft                                     | Reiter | Pferd | Strafpunkte | Strafpunkte | Strafpunkte (Gesamt) | Zeit (s) |         | Preis- geld | Wertungs- punkte |
| ----------- | ---------------------------------------------- | --- | --- | ----------- | ----------- | -------------------- | -------- | ------- | ----------- | ---------------- |
| 1           | Frankreich (Mannschaft aus der Europa-Liga 1)  | Nicolas Delmotte | Number One d'Iso Un Prince | 0           | 0           |                      |          |         |             |                  |
| 1           | Frankreich (Mannschaft aus der Europa-Liga 1)  | Mathieu Billot | Pardoes | 0           | (9)         |                      |          |         |             |                  |
| 1           | Frankreich (Mannschaft aus der Europa-Liga 1)  | François Xavier Boudant | Amadeus Z | (4)         | 4           |                      |          |         |             |                  |
| 1           | Frankreich (Mannschaft aus der Europa-Liga 1)  | Timothée Anciaume | Quorioso Pre Noir | 0           | 0           |                      |          |         |             |                  |
| 1           | Frankreich (Mannschaft aus der Europa-Liga 1)  | | | 0           | 4           | 4                    |          |         | 8.030 €     | —                |
| 2           | Niederlande (Mannschaft aus der Europa-Liga 1) | Eric van der Vleuten mit Wan Architect Suzanne Tepper mit Wish Peter Bulthuis mit Atlanta Henk van de Pol mit Liberty Antara                    | Eric van der Vleuten mit Wan Architect Suzanne Tepper mit Wish Peter Bulthuis mit Atlanta Henk van de Pol mit Liberty Antara                    |             |             |                      |          |         |             |                  |
| 2           | Niederlande (Mannschaft aus der Europa-Liga 1) | | | 2           | 5           | 7                    |          |         | 5.430 €     | —                |
| 3           | Schweden                                       | Royne Zetterman mit Echo de Laubry Douglas Lindelöw mit Udermus Emma Emanuelsson mit Titan Peder Fredricson mit Cash In                         | Royne Zetterman mit Echo de Laubry Douglas Lindelöw mit Udermus Emma Emanuelsson mit Titan Peder Fredricson mit Cash In                         |             |             |                      |          |         |             |                  |
| 3           | Schweden                                       | | | 6           | 6           | 12                   |          |         | 4.230 €     | 82               |
| 4           | Norwegen                                       | Dag Ove Kingsrød mit Dimaro van de Looise Heide Victoria Gulliksen mit Urval Ole Kristoffer Meland mit CC Top Geir Gulliksen mit Edesa S Banjan | Dag Ove Kingsrød mit Dimaro van de Looise Heide Victoria Gulliksen mit Urval Ole Kristoffer Meland mit CC Top Geir Gulliksen mit Edesa S Banjan |             |             |                      |          |         |             |                  |
| 4           | Norwegen                                       | | | 8           | 10          | 18                   |          |         | 3.030 €     | 75               |
| 5           | Italien                                        | Massimiliano Ferrario mit Acamar Roberto Turchetto mit Baretto Giovanni Consorti mit Silverstras Luca Maria Moneta mit Connery                  | Massimiliano Ferrario mit Acamar Roberto Turchetto mit Baretto Giovanni Consorti mit Silverstras Luca Maria Moneta mit Connery                  |             |             |                      |          |         |             |                  |
| 5           | Italien                                        | | | 14          | 9           | 23                   |          |         | 2.030 €     | 70               |
| 6           | Finnland                                       | Sebastian Numminen mit Cue Channa Niklas Aromaa mit Elba Mikko Mäentausta mit Quenaro Satu Liukkonen mit Celestine                              | Sebastian Numminen mit Cue Channa Niklas Aromaa mit Elba Mikko Mäentausta mit Quenaro Satu Liukkonen mit Celestine                              |             |             |                      |          |         |             |                  |
| 6           | Finnland                                       | | | 16          | AUFG        |                      |          |         | 1.625 €     | 66               |
| 7           | Russland                                       | Sergei Tschomaschko mit Like You Anna Gromzina mit Pimlico Olga Tschetschina mit Triggy Puh Wladimir Beletskij mit Littlefoot                   | Sergei Tschomaschko mit Like You Anna Gromzina mit Pimlico Olga Tschetschina mit Triggy Puh Wladimir Beletskij mit Littlefoot                   |             |             |                      |          |         |             |                  |
| 7           | Russland                                       | | | 16          |             |                      |          |         |             | 65               |
| 8           | Belarus                                        | Jahor Morotski mit Wacantos Wassil Ivanou mit Lodonkor Ibragim Waskow mit Clooney Maxim Kryna mit Colin                                         | Jahor Morotski mit Wacantos Wassil Ivanou mit Lodonkor Ibragim Waskow mit Clooney Maxim Kryna mit Colin                                         |             |             |                      |          |         |             |                  |
| 8           | Belarus                                        | | | 30          |             |                      |          |         |             | 64               |

(Ausgeklammerte Strafpunkte zählen als Streichergebnis nicht für das Mannschaftsergebnis)

### 4. Prüfung: Dänemark
Im Austragungsland der Springreit-Europameisterschaften 2013 fand die vierte Etappe statt: In Kopenhagen wurde das CSIO 3*-Turnier vom 23. bis 26. Mai 2013 durchgeführt. Der Nationenpreis fand am 24. Mai ab 13:00 Uhr statt.
|             | Mannschaft                                        | Reiter | Pferd | 1. Umlauf   | 2. Umlauf   | Strafpunkte (Gesamt) | Stechen  | Stechen | Preis- geld | Wertungs- punkte |
| Strafpunkte | Mannschaft                                        | Reiter | Pferd | Strafpunkte | Strafpunkte | Strafpunkte (Gesamt) | Zeit (s) |         | Preis- geld | Wertungs- punkte |
| ----------- | ------------------------------------------------- | --- | --- | ----------- | ----------- | -------------------- | -------- | ------- | ----------- | ---------------- |
| 1           | Niederlande (Mannschaft aus der Europa-Liga 1)    | Hendrik-Jan Schuttert | Up to date | (4)         | 0           |                      |          |         |             |                  |
| 1           | Niederlande (Mannschaft aus der Europa-Liga 1)    | Suzanne Tepper | Wish | 0           | (12)        |                      |          |         |             |                  |
| 1           | Niederlande (Mannschaft aus der Europa-Liga 1)    | Willem Greve | Carambole | 0           | 4           |                      |          |         |             |                  |
| 1           | Niederlande (Mannschaft aus der Europa-Liga 1)    | Jur Vrieling | Zirocco Blue | 0           | 0           |                      |          |         |             |                  |
| 1           | Niederlande (Mannschaft aus der Europa-Liga 1)    | | | 0           | 4           | 4                    |          |         | 60.000 DKK  | —                |
| 2           | Frankreich (Mannschaft aus der Europa-Liga 1)     | Nicolas Delmotte mit Number One d'Iso Un Prince Aymeric Azzolino mit Looping d'Elle François Xavier Boudant mit Amadeus Z Timothée Anciaume mit Quorioso Pre Noir | Nicolas Delmotte mit Number One d'Iso Un Prince Aymeric Azzolino mit Looping d'Elle François Xavier Boudant mit Amadeus Z Timothée Anciaume mit Quorioso Pre Noir |             |             |                      |          |         |             |                  |
| 2           | Frankreich (Mannschaft aus der Europa-Liga 1)     | | | 2           | 5           | 7                    |          |         | 50.000 DKK  | —                |
| 3           | Dänemark                                          | Andreas Schou mit Allerdings Kim Kristensen mit Kamila Thomas Velin mit Chopin van het Moleneind Thomas Sandgaard mit Amarone                                     | Andreas Schou mit Allerdings Kim Kristensen mit Kamila Thomas Velin mit Chopin van het Moleneind Thomas Sandgaard mit Amarone                                     |             |             |                      |          |         |             |                  |
| 3           | Dänemark                                          | | | 4           | 12          | 16                   |          |         | 35.000 DKK  | 82               |
| 4           | Großbritannien (Mannschaft aus der Europa-Liga 1) | David McPherson mit Octavio Tim Davies mit Salome II Jessie Drea mit Touchable Geoff Billington mit Uppercut II                                                   | David McPherson mit Octavio Tim Davies mit Salome II Jessie Drea mit Touchable Geoff Billington mit Uppercut II                                                   |             |             |                      |          |         |             |                  |
| 4           | Großbritannien (Mannschaft aus der Europa-Liga 1) | | | 12          | 8           | 20                   |          |         | 25.000 DKK  | —                |
| 5           | Schweden                                          | Douglas Lindelöw mit Udermus Emma Emanuelsson mit Titan Angelie von Essen mit Newton Nickel Rolf-Göran Bengtsson mit Clarimo                                      | Douglas Lindelöw mit Udermus Emma Emanuelsson mit Titan Angelie von Essen mit Newton Nickel Rolf-Göran Bengtsson mit Clarimo                                      |             |             |                      |          |         |             |                  |
| 5           | Schweden                                          | | | 9           | 12          | 21                   |          |         | 16.500 DKK  | 68               |
| 5           | Polen                                             | Andrzej Lemański mit Bischof L Łukasz Koza mit El Camp Łukasz Wasilewski mit Wavantos van de Renvillehoeve Igor Kawiak mit Centino du Ry                          | Andrzej Lemański mit Bischof L Łukasz Koza mit El Camp Łukasz Wasilewski mit Wavantos van de Renvillehoeve Igor Kawiak mit Centino du Ry                          |             |             |                      |          |         |             |                  |
| 5           | Polen                                             | | | 8           | 13          | 21                   |          |         | 16.500 DKK  | 68               |
| 7           | Belgien                                           | Nicola Philippaerts mit Cortez Pieter Devos mit Dax van d'Abdijhoeve Catherine van Roosbroeck mit Calumet Jérôme Guery mit Upper Star                             | Nicola Philippaerts mit Cortez Pieter Devos mit Dax van d'Abdijhoeve Catherine van Roosbroeck mit Calumet Jérôme Guery mit Upper Star                             |             |             |                      |          |         |             |                  |
| 7           | Belgien                                           | | | 12          | 16          | 28                   |          |         | 12.000 DKK  | 65               |
| 8           | Schweiz (Mannschaft aus der Europa-Liga 1)        | Roland Grimm | Even to Heaven | (8)         | 8           |                      |          |         |             |                  |
| 8           | Schweiz (Mannschaft aus der Europa-Liga 1)        | Emilie Stampfli | Alessa Z | 8           | (12)        |                      |          |         |             |                  |
| 8           | Schweiz (Mannschaft aus der Europa-Liga 1)        | Evelyne Bussmann | Oceane de la Taille CH | 4           | 0           |                      |          |         |             |                  |
| 8           | Schweiz (Mannschaft aus der Europa-Liga 1)        | Fabio Crotta | Rubina VIII | 1           | 8           |                      |          |         |             |                  |
| 8           | Schweiz (Mannschaft aus der Europa-Liga 1)        | | | 13          | 16          | 29                   |          |         | 10.000 €    | —                |
| 9           | Irland (Mannschaft aus der Europa-Liga 1)         | Thomas Ryan mit Cruise on Clover Anthony Condon mit Value T Alex Duffy mit Corona Mark McAuley mit Par Trois                                                      | Thomas Ryan mit Cruise on Clover Anthony Condon mit Value T Alex Duffy mit Corona Mark McAuley mit Par Trois                                                      |             |             |                      |          |         |             |                  |
| 9           | Irland (Mannschaft aus der Europa-Liga 1)         | | | 16          |             |                      |          |         | —           | —                |
| 10          | Norwegen                                          | Dag Ove Kingsrød mit Dimaro van de Looise Heide Camilla Storemark mit Tiffany Ole Kristoffer Meland mit CC Top Tony André Hansen mit Quartel du Mazes             | Dag Ove Kingsrød mit Dimaro van de Looise Heide Camilla Storemark mit Tiffany Ole Kristoffer Meland mit CC Top Tony André Hansen mit Quartel du Mazes             |             |             |                      |          |         |             |                  |
| 10          | Norwegen                                          | | | 20          |             |                      |          |         | —           | 59               |
| 11          | Finnland                                          | Niklas Aromaa mit Coolidge Kaarlo Kovács mit Cassius Satu Liukkonen mit Celestine Henri Kovács mit Carolus Z                                                      | Niklas Aromaa mit Coolidge Kaarlo Kovács mit Cassius Satu Liukkonen mit Celestine Henri Kovács mit Carolus Z                                                      |             |             |                      |          |         |             |                  |
| 11          | Finnland                                          | | | 25          |             |                      |          |         | —           | —                |
| 12          | Deutschland (Mannschaft aus der Europa-Liga 1)    | André Thieme | Conthendrix | 12          |             |                      |          |         |             |                  |
| 12          | Deutschland (Mannschaft aus der Europa-Liga 1)    | Andreas Kreuzer | Balance | 16          |             |                      |          |         |             |                  |
| 12          | Deutschland (Mannschaft aus der Europa-Liga 1)    | Nisse Lüneburg | Westbridge | 0           |             |                      |          |         |             |                  |
| 12          | Deutschland (Mannschaft aus der Europa-Liga 1)    | Jörg Naeve | Commanchi | (20)        |             |                      |          |         |             |                  |
| 12          | Deutschland (Mannschaft aus der Europa-Liga 1)    | | | 28          |             |                      |          |         | —           | —                |
| 13          | Italien                                           | Roberto Previtali mit Varon O'Hesseln Federico Ciriesi mit Calida Giampiero Garofalo mit Zyquita Antonio Maria Garofalo mit Onnyl des Seruois                     | Roberto Previtali mit Varon O'Hesseln Federico Ciriesi mit Calida Giampiero Garofalo mit Zyquita Antonio Maria Garofalo mit Onnyl des Seruois                     |             |             |                      |          |         |             |                  |
| 13          | Italien                                           | | | 32          |             |                      |          |         | —           | —                |

(Ausgeklammerte Strafpunkte zählen als Streichergebnis nicht für das Mannschaftsergebnis)

### 5. Prüfung: Portugal
Die südlichste Etappe der Europa-Liga 2 wurde vom 6. bis 9. Juni 2013 in Lissabon statt. Das Nationenpreisturnier war als CSIO 3* ausgeschrieben, die Wertungsprüfung wurde am 7. Juni ab 18:00 Uhr Ortszeit durchgeführt.
|             | Mannschaft                                        | Reiter | Pferd | 1. Umlauf   | 2. Umlauf   | Strafpunkte (Gesamt) | Stechen  | Stechen | Preis- geld | Wertungs- punkte |
| Strafpunkte | Mannschaft                                        | Reiter | Pferd | Strafpunkte | Strafpunkte | Strafpunkte (Gesamt) | Zeit (s) |         | Preis- geld | Wertungs- punkte |
| ----------- | ------------------------------------------------- | --- | --- | ----------- | ----------- | -------------------- | -------- | ------- | ----------- | ---------------- |
| 1           | Belgien                                           | Pieter Devos | Candy | 0           | 0           |                      |          |         |             |                  |
| 1           | Belgien                                           | Donaat Brondeel | Breemeersen Adorado | (8)         | 0           |                      |          |         |             |                  |
| 1           | Belgien                                           | Judy-Ann Melchior | As Cold As Ice Z | 0           | 0           |                      |          |         |             |                  |
| 1           | Belgien                                           | Philippe Le Jeune | Boyante de Muze | 0           | (N.GES.)    |                      |          |         |             |                  |
| 1           | Belgien                                           | | | 4           | 0           | 4                    |          |         | 7.000 €     | 100              |
| 2           | Großbritannien (Mannschaft aus der Europa-Liga 1) | Chloe Aston mit Quiet Easy Spencer Roe mit Wonder Why Jessie Drea mit Touchable Louise Saywell mit Winner                                                              | Chloe Aston mit Quiet Easy Spencer Roe mit Wonder Why Jessie Drea mit Touchable Louise Saywell mit Winner                                                              |             |             |                      |          |         |             |                  |
| 2           | Großbritannien (Mannschaft aus der Europa-Liga 1) | | | 13          | 9           | 22                   |          |         | 5.625 €     | —                |
| 3           | Brasilien                                         | Marlon Zanotelli mit Cartella Luis Francisco de Azevedo mit Barbou de Ruet Pedro Veniss mit Amemoi O Sandor Rodrigo Pessoa mit Sonny                                   | Marlon Zanotelli mit Cartella Luis Francisco de Azevedo mit Barbou de Ruet Pedro Veniss mit Amemoi O Sandor Rodrigo Pessoa mit Sonny                                   |             |             |                      |          |         |             |                  |
| 3           | Brasilien                                         | | | 8           | 16          | 24                   |          |         | 3.750 €     | —                |
| 3           | Irland (Mannschaft aus der Europa-Liga 1)         | Billy Twomey mit Diaghilev Niall Talbot mit Nicos de la Cense Bertram Allen mit Romanov Ross Mulholland mit Carpe Diem                                                 | Billy Twomey mit Diaghilev Niall Talbot mit Nicos de la Cense Bertram Allen mit Romanov Ross Mulholland mit Carpe Diem                                                 |             |             |                      |          |         |             |                  |
| 3           | Irland (Mannschaft aus der Europa-Liga 1)         | | | 12          | 12          | 24                   |          |         | 3.750 €     | —                |
| 5           | Italien                                           | Lucia Vizzini mit Quinta Roo Massimiliano Ferrario mit Acamar Fabio Brotto mit R-Gitana Juan Carlos García mit Blue Boy van Berkenbroeck                               | Lucia Vizzini mit Quinta Roo Massimiliano Ferrario mit Acamar Fabio Brotto mit R-Gitana Juan Carlos García mit Blue Boy van Berkenbroeck                               |             |             |                      |          |         |             |                  |
| 5           | Italien                                           | | | 8           | 17          | 25                   |          |         | 1.750 €     | 70               |
| 6           | Frankreich (Mannschaft aus der Europa-Liga 1)     | Julien Mesnil mit Perle du Marais Grégory Cottard mit Pepyt'des Elfs Frédéric Busquet mit Plume de la Roque Julien Gonin mit Quiria d'Orion                            | Julien Mesnil mit Perle du Marais Grégory Cottard mit Pepyt'des Elfs Frédéric Busquet mit Plume de la Roque Julien Gonin mit Quiria d'Orion                            |             |             |                      |          |         |             |                  |
| 6           | Frankreich (Mannschaft aus der Europa-Liga 1)     | | | 8           | 19          | 27                   |          |         | 1.375 €     | —                |
| 7           | Niederlande (Mannschaft aus der Europa-Liga 1)    | Henk van de Pol mit Liberty Antara Frank van Helmond mit Kate Anne-Liza Makkinga mit Waikiki Michael Korompis mit Bacara de la Ferme Blanche                           | Henk van de Pol mit Liberty Antara Frank van Helmond mit Kate Anne-Liza Makkinga mit Waikiki Michael Korompis mit Bacara de la Ferme Blanche                           |             |             |                      |          |         |             |                  |
| 7           | Niederlande (Mannschaft aus der Europa-Liga 1)    | | | 16          | 20          | 36                   |          |         | 875 €       | —                |
| 7           | Portugal                                          | Marina Frutuoso de Melo mit Coltaire Z Duarte Romao mit Zurito do Belmonte João Chuva mit Pluco T Luis Sabino Gonçalves mit Imperio Egipcio Milton                     | Marina Frutuoso de Melo mit Coltaire Z Duarte Romao mit Zurito do Belmonte João Chuva mit Pluco T Luis Sabino Gonçalves mit Imperio Egipcio Milton                     |             |             |                      |          |         |             |                  |
| 7           | Portugal                                          | | | 9           | 12          | 21                   |          |         | 875 €       | —                |
| 9           | Schweiz (Mannschaft aus der Europa-Liga 1)        | Romain Duguet | Le Prestige St Lois | 12          |             |                      |          |         |             |                  |
| 9           | Schweiz (Mannschaft aus der Europa-Liga 1)        | Nadine Traber | Ramses de Virton | (AUSG)      |             |                      |          |         |             |                  |
| 9           | Schweiz (Mannschaft aus der Europa-Liga 1)        | Martin Fuchs | Future | 8           |             |                      |          |         |             |                  |
| 9           | Schweiz (Mannschaft aus der Europa-Liga 1)        | Nadja Steiner | Celeste | 0           |             |                      |          |         |             |                  |
| 9           | Schweiz (Mannschaft aus der Europa-Liga 1)        | | | 20          |             |                      |          |         |             | —                |
| 10          | Spanien                                           | Carlos López-Fanjul Tartiere mit Conington Laura Roquet Puignero mit Quilate del Duero Santiago Nuñez Riva mit Quarela de Toscane Eduardo Álvarez Aznar mit Rico Revel | Carlos López-Fanjul Tartiere mit Conington Laura Roquet Puignero mit Quilate del Duero Santiago Nuñez Riva mit Quarela de Toscane Eduardo Álvarez Aznar mit Rico Revel |             |             |                      |          |         |             |                  |
| 10          | Spanien                                           | | | 25          |             |                      |          |         |             | —                |
| 11          | Australien                                        | Alison Rowland mit Bickley Brook Bella Olivia Hamood mit Eternal Flame Evie Buller mit Landor Rory Hovell mit Val d'Isere                                              | Alison Rowland mit Bickley Brook Bella Olivia Hamood mit Eternal Flame Evie Buller mit Landor Rory Hovell mit Val d'Isere                                              |             |             |                      |          |         |             |                  |
| 11          | Australien                                        | | | 28          |             |                      |          |         |             | —                |

(Ausgeklammerte Strafpunkte zählen als Streichergebnis nicht für das Mannschaftsergebnis)

### 6. Prüfung: Polen
In Sopot wurde auch im Jahr 2013 das polnische Nationenpreisturnier ausgetragen. Das CSIO 3*-Turnier fand vom 13. bis 16. Juni statt. Der Nationenpreis (Preis des Präsidenten der Republik Polen) wurde am 14. Juni 2013 ab 14:30 Uhr durchgeführt.
|             | Mannschaft                                     | Reiter | Pferd | 1. Umlauf   | 2. Umlauf   | Strafpunkte (Gesamt) | Stechen  | Stechen | Preis- geld | Wertungs- punkte |
| Strafpunkte | Mannschaft                                     | Reiter | Pferd | Strafpunkte | Strafpunkte | Strafpunkte (Gesamt) | Zeit (s) |         | Preis- geld | Wertungs- punkte |
| ----------- | ---------------------------------------------- | --- | --- | ----------- | ----------- | -------------------- | -------- | ------- | ----------- | ---------------- |
| 1           | Schweden                                       | Jens Fredricson | Lunatic | 0           | 8           |                      |          |         |             |                  |
| 1           | Schweden                                       | Malin Baryard-Johnsson | Baltimore | 0           | 0           |                      |          |         |             |                  |
| 1           | Schweden                                       | Emma Emanuelsson | Titan | 0           | 0           |                      |          |         |             |                  |
| 1           | Schweden                                       | Peder Fredricson | Cash In | 0           | (N.GES.)    |                      |          |         |             |                  |
| 1           | Schweden                                       | | | 0           | 8           | 8                    |          |         | 40.000 PLN  | 100              |
| 2           | Belgien                                        | Jos Lansink mit Santa Maria Ludo Philippaerts mit Denver van't Goemanshof Rik Hemeryck mit Papillon Z Dirk Demeersman mit Bufero van het Panishof     | Jos Lansink mit Santa Maria Ludo Philippaerts mit Denver van't Goemanshof Rik Hemeryck mit Papillon Z Dirk Demeersman mit Bufero van het Panishof     |             |             |                      |          |         |             |                  |
| 2           | Belgien                                        | | | 9           | 4           | 13                   |          |         | 30.000 PLN  | 90               |
| 3           | Ungarn                                         | Emil Orbán mit Lacapo Szabolcs Krucsó mit Chacco Boy Gábor Szabó jr. mit Cabale László Tóth mit Isti                                                  | Emil Orbán mit Lacapo Szabolcs Krucsó mit Chacco Boy Gábor Szabó jr. mit Cabale László Tóth mit Isti                                                  |             |             |                      |          |         |             |                  |
| 3           | Ungarn                                         | | | 5           | 9           | 14                   |          |         | 20.000 PLN  | 82               |
| 4           | Norwegen                                       | Stein Endresen mit Cassiopeia Dag Ove Kingsrød mit Dimaro van de Looise Heide Ole Kristoffer Meland mit CC Top Tony André Hansen mit Quartel du Mazes | Stein Endresen mit Cassiopeia Dag Ove Kingsrød mit Dimaro van de Looise Heide Ole Kristoffer Meland mit CC Top Tony André Hansen mit Quartel du Mazes |             |             |                      |          |         |             |                  |
| 4           | Norwegen                                       | | | 8           | 9           | 17                   |          |         | 15.000 PLN  | 75               |
| 5           | Niederlande (Mannschaft aus der Europa-Liga 1) | Michel Hendrix mit Wait and See Bart Haselbekke mit Wigeunerin Stephanie Brugman mit Waldo Wesley Heydens mit Dallas du Domaine Z                     | Michel Hendrix mit Wait and See Bart Haselbekke mit Wigeunerin Stephanie Brugman mit Waldo Wesley Heydens mit Dallas du Domaine Z                     |             |             |                      |          |         |             |                  |
| 5           | Niederlande (Mannschaft aus der Europa-Liga 1) | | | 1           | 20          | 21                   |          |         | 10.000 PLN  | —                |
| 6           | Schweiz (Mannschaft aus der Europa-Liga 1)     | Paul Freimüller | Biness van Overis | 0           | 8           |                      |          |         |             |                  |
| 6           | Schweiz (Mannschaft aus der Europa-Liga 1)     | Niklaus Schurtenberger | Davidoff v. Schlösslihof CH | (8)         | 16          |                      |          |         |             |                  |
| 6           | Schweiz (Mannschaft aus der Europa-Liga 1)     | Melanie Freimüller | Uppie de Lis | 4           | 8           |                      |          |         |             |                  |
| 6           | Schweiz (Mannschaft aus der Europa-Liga 1)     | Beat Mändli | Croesus | 5           | (AUFG)      |                      |          |         |             |                  |
| 6           | Schweiz (Mannschaft aus der Europa-Liga 1)     | | | 9           | 32          | 41                   |          |         | 8.000 PLN   | —                |
| 7           | Polen                                          | Andrzej Lemański mit Bischof L Łukasz Koza mit El Camp Łukasz Wasilewski mit Wavantos van de Renvillehoeve Igor Kawiak mit Centino du Ry              | Andrzej Lemański mit Bischof L Łukasz Koza mit El Camp Łukasz Wasilewski mit Wavantos van de Renvillehoeve Igor Kawiak mit Centino du Ry              |             |             |                      |          |         |             |                  |
| 7           | Polen                                          | | | 9           |             |                      |          |         |             | ...              |
| 7           | Dänemark                                       | Karina Rie Truelsen mit Clausewitz N Kim Henriksen mit Montana Torben Frandsen mit Antares Lars Bak Andersen mit Liconto del Pierre                   | Karina Rie Truelsen mit Clausewitz N Kim Henriksen mit Montana Torben Frandsen mit Antares Lars Bak Andersen mit Liconto del Pierre                   |             |             |                      |          |         |             |                  |
| 7           | Dänemark                                       | | | 9           |             |                      |          |         |             | 64,5             |
| 9           | Deutschland (Mannschaft aus der Europa-Liga 1) | Michael Kölz | Dipylon | 0           |             |                      |          |         |             |                  |
| 9           | Deutschland (Mannschaft aus der Europa-Liga 1) | Jana Wargers | Manou | (15)        |             |                      |          |         |             |                  |
| 9           | Deutschland (Mannschaft aus der Europa-Liga 1) | Leonie Jonigkeit | Candino | 5           |             |                      |          |         |             |                  |
| 9           | Deutschland (Mannschaft aus der Europa-Liga 1) | Denise Sulz | Flotte Deern | 8           |             |                      |          |         |             |                  |
| 9           | Deutschland (Mannschaft aus der Europa-Liga 1) | | | 13          |             |                      |          |         |             | —                |
| 10          | Finnland                                       | Niklas Aromaa mit Elba Sebastian Numminen mit Calandro Satu Liukkonen mit Celestine Kaarlo Kovács mit Cassius                                         | Niklas Aromaa mit Elba Sebastian Numminen mit Calandro Satu Liukkonen mit Celestine Kaarlo Kovács mit Cassius                                         |             |             |                      |          |         |             |                  |
| 10          | Finnland                                       | | | 17          |             |                      |          |         |             | 29,5             |
| 10          | Tschechien                                     | Jiří Skřivan mit Kallisto Zuzana Zelinkova mit Lukas Ninja Ondrej Zvara mit Carmen Aleš Opatrný mit Zidane P                                          | Jiří Skřivan mit Kallisto Zuzana Zelinkova mit Lukas Ninja Ondrej Zvara mit Carmen Aleš Opatrný mit Zidane P                                          |             |             |                      |          |         |             |                  |
| 10          | Tschechien                                     | | | 17          |             |                      |          |         |             | —                |
| 12          | Argentinien                                    | José Maria Larocca mit Matrix Luis Pedro Biraben mit Casparo Alexis Trosch mit Parforce Cooper Alejandro Madorno mit Milano de Flore                  | José Maria Larocca mit Matrix Luis Pedro Biraben mit Casparo Alexis Trosch mit Parforce Cooper Alejandro Madorno mit Milano de Flore                  |             |             |                      |          |         |             |                  |
| 12          | Argentinien                                    | | | 19          |             |                      |          |         |             | —                |
| 13          | Italien                                        | Davide Kainich mit Tamarix FM Luca Marziani mit Wivina Emanuele Gaudiano mit Admara Roberto Turchetto mit Baretto                                     | Davide Kainich mit Tamarix FM Luca Marziani mit Wivina Emanuele Gaudiano mit Admara Roberto Turchetto mit Baretto                                     |             |             |                      |          |         |             |                  |
| 13          | Italien                                        | | | 25          |             |                      |          |         |             | 0                |

(Ausgeklammerte Strafpunkte zählen als Streichergebnis nicht für das Mannschaftsergebnis)

### 7. Prüfung: Ungarn
Das CSIO 3*-Turnier von Budapest wird vom 11. bis 14. Juli 2013 durchgeführt. Im Rahmen dieses Turniers wurde auch der ungarische Nationenpreis ausgetragen, dieser wurde am 12. Juli ab 14:30 Uhr durchgeführt. Es siegte die belgische Mannschaft unter Leitung des Equipechefs Kurt Gravemeier. Knapp auf den zweiten Rang kam die deutsche Mannschaft (Equipechef: Wolfgang Brinkmann), die übrigen Mannschaften folgten abgeschlagen auf den weiteren Rängen.
|             | Mannschaft                                     | Reiter | Pferd | 1. Umlauf   | 2. Umlauf   | Strafpunkte (Gesamt) | Stechen  | Stechen | Preis- geld | Wertungs- punkte |
| Strafpunkte | Mannschaft                                     | Reiter | Pferd | Strafpunkte | Strafpunkte | Strafpunkte (Gesamt) | Zeit (s) |         | Preis- geld | Wertungs- punkte |
| ----------- | ---------------------------------------------- | --- | --- | ----------- | ----------- | -------------------- | -------- | ------- | ----------- | ---------------- |
| 1           | Belgien                                        | Pieter Devos | Dream of India | 0           | (4)         |                      |          |         |             |                  |
| 1           | Belgien                                        | Gregory Wathelet | Forlap | (4)         | 4           |                      |          |         |             |                  |
| 1           | Belgien                                        | Wouter Devos | Tonik Hero | 0           | 4           |                      |          |         |             |                  |
| 1           | Belgien                                        | Dirk Demeersman | Bufero van het Panishof | 0           | 0           |                      |          |         |             |                  |
| 1           | Belgien                                        | | | 0           | 8           | 8                    |          |         | 8.600 €     | 100              |
| 2           | Deutschland (Mannschaft aus der Europa-Liga 1) | Sebastian Karshüning | Taquila | 0           | (8)         |                      |          |         |             |                  |
| 2           | Deutschland (Mannschaft aus der Europa-Liga 1) | Markus Brinkmann | Lux | (8)         | 4           |                      |          |         |             |                  |
| 2           | Deutschland (Mannschaft aus der Europa-Liga 1) | Mynou Diederichsmeier | Goldstar | 0           | 4           |                      |          |         |             |                  |
| 2           | Deutschland (Mannschaft aus der Europa-Liga 1) | Jörne Sprehe | Quidam's Cherie | 0           | 4           |                      |          |         |             |                  |
| 2           | Deutschland (Mannschaft aus der Europa-Liga 1) | | | 0           | 12          | 12                   |          |         | 6.000 €     | —                |
| 3           | Österreich                                     | Dieter Köfler | Emir van het Moleneind | 1           | (13)        |                      |          |         |             |                  |
| 3           | Österreich                                     | Astrid Kneifel | Royal des Bissons | 4           | 8           |                      |          |         |             |                  |
| 3           | Österreich                                     | Markus Saurugg | Texas I | 4           | 12          |                      |          |         |             |                  |
| 3           | Österreich                                     | Stefan Eder | Connycor | 8           | 0           |                      |          |         |             |                  |
| 3           | Österreich                                     | | | 9           | 20          | 29                   |          |         | 4.000 €     | 82               |
| 6           | Polen                                          | Łukasz Koza mit El Camp Łukasz Wasilewski mit Wavantos van de Renvillehoeve Piotr Morsztyn mit Osadkowski van Halen Igor Kawiak mit Centino du Ry       | Łukasz Koza mit El Camp Łukasz Wasilewski mit Wavantos van de Renvillehoeve Piotr Morsztyn mit Osadkowski van Halen Igor Kawiak mit Centino du Ry       |             |             |                      |          |         |             |                  |
| 6           | Polen                                          | | | 16          | 20          | 36                   |          |         | 1.700 €     | 69               |
| 6           | Bulgarien                                      | Iwajlo Bonew mit Quinlan Ruslan Petkow mit Al Pacino Angel Nyagolow mit Cartina                                                                         | Iwajlo Bonew mit Quinlan Ruslan Petkow mit Al Pacino Angel Nyagolow mit Cartina                                                                         |             |             |                      |          |         |             |                  |
| 6           | Bulgarien                                      | | | 12          | 24          | 36                   |          |         | 1.700 €     | —                |
| 6           | Italien                                        | Federico Ciriesi mit Caldia Nicolo Montini mit Lucky du Reverdy Matilde Giorgia Bianchi mit Coeur Blesse Z Antonio Maria Garofalo mit Onnyl des Seruois | Federico Ciriesi mit Caldia Nicolo Montini mit Lucky du Reverdy Matilde Giorgia Bianchi mit Coeur Blesse Z Antonio Maria Garofalo mit Onnyl des Seruois |             |             |                      |          |         |             |                  |
| 6           | Italien                                        | | | 16          | 20          | 36                   |          |         | 1.700 €     | —                |
| 6           | Slowakei                                       | Monika Noskovicova mit Quax Monika Stangelova mit Pinocchió Andrej Holly mit Cento Radovan Sillo mit Chieano                                            | Monika Noskovicova mit Quax Monika Stangelova mit Pinocchió Andrej Holly mit Cento Radovan Sillo mit Chieano                                            |             |             |                      |          |         |             |                  |
| 6           | Slowakei                                       | | | 12          | 24          | 36                   |          |         | 1.700 €     | 69               |
| 8           | Russland                                       | Wladimir Tuganow mit Chambertino Sergei Tschomaschko mit Like You Olga Tschetschina mit Aleqs Wladimir Beletskij mit Littlefoot                         | Wladimir Tuganow mit Chambertino Sergei Tschomaschko mit Like You Olga Tschetschina mit Aleqs Wladimir Beletskij mit Littlefoot                         |             |             |                      |          |         |             |                  |
| 8           | Russland                                       | | | 16          | 28          | 44                   |          |         | 600 €       | 64               |
| 9           | Ungarn                                         | Sándor Szász mit Great Pleasure Emil Orbán mit Lacapo Gábor Szabó jr. mit Cabale László Tóth mit Isti                                                   | Sándor Szász mit Great Pleasure Emil Orbán mit Lacapo Gábor Szabó jr. mit Cabale László Tóth mit Isti                                                   |             |             |                      |          |         |             |                  |
| 9           | Ungarn                                         | | | 20          |             |                      |          |         |             | 39,67            |
| 9           | Tschechien                                     | Aleš Opatrnýy mit Zidane P Zdeněk Hruška mit Calata Kamil Papoušek mit Elton von Rocherath Zuzana Zelinková mit Luka's Ninja                            | Aleš Opatrnýy mit Zidane P Zdeněk Hruška mit Calata Kamil Papoušek mit Elton von Rocherath Zuzana Zelinková mit Luka's Ninja                            |             |             |                      |          |         |             |                  |
| 9           | Tschechien                                     | | | 20          |             |                      |          |         |             | —                |
| 9           | Belarus                                        | Jahor Morotski mit Wacantos Wassil Ivanou mit Carmelita Maxim Kryna mit Challenger Ibragim Waskow mit Clooney                                           | Jahor Morotski mit Wacantos Wassil Ivanou mit Carmelita Maxim Kryna mit Challenger Ibragim Waskow mit Clooney                                           |             |             |                      |          |         |             |                  |
| 9           | Belarus                                        | | | 20          |             |                      |          |         |             | 39,67            |
| 12          | Griechenland                                   | Yiannis Skandalis mit Nabab Landelles Monika Martini mit Cleopatra VI Stelios Stavroulakis mit Alerio Alexandros Fourlis mit Casimir de la Pomme        | Yiannis Skandalis mit Nabab Landelles Monika Martini mit Cleopatra VI Stelios Stavroulakis mit Alerio Alexandros Fourlis mit Casimir de la Pomme        |             |             |                      |          |         |             |                  |
| 12          | Griechenland                                   | | | 25          |             |                      |          |         |             | 0                |
| 13          | Rumänien                                       | Aron Jakab mit Mephisto Ionut Ursache mit Vienna Razvan Bozan mit Quickborn Andy Candin mit Lara Crof                                                   | Aron Jakab mit Mephisto Ionut Ursache mit Vienna Razvan Bozan mit Quickborn Andy Candin mit Lara Crof                                                   |             |             |                      |          |         |             |                  |
| 13          | Rumänien                                       | | | 65          |             |                      |          |         |             | —                |
| —           | Ukraine (Mannschaft aus der Europa-Liga 1)     | Ference Szentirmai mit Nifrane de Kreisker Marina Winnitschenko mit Hellzapoppin Oleksandr Onischtschenko mit Wisconsin                                 | Ference Szentirmai mit Nifrane de Kreisker Marina Winnitschenko mit Hellzapoppin Oleksandr Onischtschenko mit Wisconsin                                 |             |             |                      |          |         |             |                  |
| —           | Ukraine (Mannschaft aus der Europa-Liga 1)     | | | AUSG        |             |                      |          |         |             | —                |

(Ausgeklammerte Strafpunkte zählen als Streichergebnis nicht für das Mannschaftsergebnis)

### 8. Prüfung: Slowakei
In der slowakischen Hauptstadt Bratislava wurde von 1. bis 4. August 2013 die achte Etappe der Europa-Liga 2 durchgeführt. Das Turnier war als CSIO 3* ausgeschrieben.
|             | Mannschaft                                                           | Reiter | Pferd | 1. Umlauf   | 2. Umlauf   | Strafpunkte (Gesamt) | Stechen  | Stechen | Wertungs- punkte |
| Strafpunkte | Mannschaft                                                           | Reiter | Pferd | Strafpunkte | Strafpunkte | Strafpunkte (Gesamt) | Zeit (s) |         | Wertungs- punkte |
| ----------- | -------------------------------------------------------------------- | --- | --- | ----------- | ----------- | -------------------- | -------- | ------- | ---------------- |
| 1           | Vereinigte Staaten (Mannschaft aus der Nord- und Zentralamerikaliga) | Catherine Pasmore | Bonanza van Paemel | 0           | 0           |                      |          |         |                  |
| 1           | Vereinigte Staaten (Mannschaft aus der Nord- und Zentralamerikaliga) | Quentin Judge | Dark de la Hart | 0           | 4           |                      |          |         |                  |
| 1           | Vereinigte Staaten (Mannschaft aus der Nord- und Zentralamerikaliga) | Megan Nusz | Dynamo | 0           | 0           |                      |          |         |                  |
| 1           | Vereinigte Staaten (Mannschaft aus der Nord- und Zentralamerikaliga) | Kirsten Coe | Calypso | 5           | (N.GES.)    |                      |          |         |                  |
| 1           | Vereinigte Staaten (Mannschaft aus der Nord- und Zentralamerikaliga) | | | 0           | 4           | 4                    |          |         | —                |
| 2           | Brasilien                                                            | Álvaro de Miranda Neto mit Show Show Pedro Veniss mit Amemoi O Sandor Marlon Zanotelli mit Clowni Bernardo Alves mit Dolores                        | Álvaro de Miranda Neto mit Show Show Pedro Veniss mit Amemoi O Sandor Marlon Zanotelli mit Clowni Bernardo Alves mit Dolores                        |             |             |                      |          |         |                  |
| 2           | Brasilien                                                            | | | 0           | 8           | 8                    |          |         | —                |
| 3           | Finnland                                                             | Maiju Mallat mit Armani the Gun CH Satu Liukkonen mit Celestine Kaarlo Kovács mit Cassius Anna-Julia Kontio mit Fardon                              | Maiju Mallat mit Armani the Gun CH Satu Liukkonen mit Celestine Kaarlo Kovács mit Cassius Anna-Julia Kontio mit Fardon                              |             |             |                      |          |         |                  |
| 3           | Finnland                                                             | | | 4           | 8           | 12                   |          |         | 82               |
| 4           | Österreich                                                           | Dieter Köfler | Emir van het Moleneind | 4           | 4           |                      |          |         |                  |
| 4           | Österreich                                                           | Astrid Kneifel | Royal des Bissons | 1           | 0           |                      |          |         |                  |
| 4           | Österreich                                                           | Markus Saurugg | Texas | 0           | (12)        |                      |          |         |                  |
| 4           | Österreich                                                           | Stefan Eder | Connycor | (12)        | 4           |                      |          |         |                  |
| 4           | Österreich                                                           | | | 5           | 8           | 13                   |          |         | 75               |
| 5           | Deutschland (Mannschaft aus der Europa-Liga 1)                       | Sebastian Karshüning | Taquila | 4           | 0           |                      |          |         |                  |
| 5           | Deutschland (Mannschaft aus der Europa-Liga 1)                       | Simone Blum | Cash | 0           | 12          |                      |          |         |                  |
| 5           | Deutschland (Mannschaft aus der Europa-Liga 1)                       | Torben Köhlbrandt | Dante | 4           | (8)         |                      |          |         |                  |
| 5           | Deutschland (Mannschaft aus der Europa-Liga 1)                       | Andreas Knippling | Cassius | 8           | 0           |                      |          |         |                  |
| 5           | Deutschland (Mannschaft aus der Europa-Liga 1)                       | | | 8           | 8           | 16                   |          |         | —                |
| 6           | Schweden                                                             | Linda Heed mit Bee Wonderful Elin Janson mit Duchess van de Zuuthoeve Mariano Maggi mit Easy Contact Humlan Angelie von Essen mit Newton Nickel     | Linda Heed mit Bee Wonderful Elin Janson mit Duchess van de Zuuthoeve Mariano Maggi mit Easy Contact Humlan Angelie von Essen mit Newton Nickel     |             |             |                      |          |         |                  |
| 6           | Schweden                                                             | | | 5           | 14          | 19                   |          |         | —                |
| 7           | Schweiz (Mannschaft aus der Europa-Liga 1)                           | Faye Schoch | Nouvelle Europe | 4           | 4           |                      |          |         |                  |
| 7           | Schweiz (Mannschaft aus der Europa-Liga 1)                           | Evelyne Bussmann | Oceane de la Taille CH | 0           | 0           |                      |          |         |                  |
| 7           | Schweiz (Mannschaft aus der Europa-Liga 1)                           | Frédérique Fabre Delbos | Nirvana Basters | (12)        | 4           |                      |          |         |                  |
| 7           | Schweiz (Mannschaft aus der Europa-Liga 1)                           | Pascal Bettschen | Rubina VIII | 8           | (AUSG)      |                      |          |         |                  |
| 7           | Schweiz (Mannschaft aus der Europa-Liga 1)                           | | | 12          | 8           | 20                   |          |         | —                |
| 7           | Frankreich (Mannschaft aus der Europa-Liga 1)                        | Marie Demonte mit Rhune d'Euskadi Jaques Helmlinger mit Origan de Vains Alexis Borrin mit Marlou de Etisses David Jobertie mit Quastor de la Vallee | Marie Demonte mit Rhune d'Euskadi Jaques Helmlinger mit Origan de Vains Alexis Borrin mit Marlou de Etisses David Jobertie mit Quastor de la Vallee |             |             |                      |          |         |                  |
| 7           | Frankreich (Mannschaft aus der Europa-Liga 1)                        | | | 12          | 8           | 20                   |          |         | —                |
| 9           | Slowakei                                                             | Andrej Holly mit Cento Jana Slavikova mit Lord Levisto Monika Stangelova mit Pinocchio Bronislav Chudyba mit Concano                                | Andrej Holly mit Cento Jana Slavikova mit Lord Levisto Monika Stangelova mit Pinocchio Bronislav Chudyba mit Concano                                |             |             |                      |          |         |                  |
| 9           | Slowakei                                                             | | | 13          |             |                      |          |         | 60               |
| 10          | Ungarn                                                               | Gyula Szuhai mit Dr. Oklund Balázs Horváth mit Jumping Lady Gábor Szabó jr. mit Cent Szabolcs Krucsó mit Chacco Boy                                 | Gyula Szuhai mit Dr. Oklund Balázs Horváth mit Jumping Lady Gábor Szabó jr. mit Cent Szabolcs Krucsó mit Chacco Boy                                 |             |             |                      |          |         |                  |
| 10          | Ungarn                                                               | | | 16          |             |                      |          |         | 59               |
| 11          | Tschechien                                                           | Jiří Skřivan mit Kallisto Zuzana Zelinková mit Luka's Ninja Kamil Papoušek mit Bel Canto Hradiště Aleš Opatrný mit Zidane P                         | Jiří Skřivan mit Kallisto Zuzana Zelinková mit Luka's Ninja Kamil Papoušek mit Bel Canto Hradiště Aleš Opatrný mit Zidane P                         |             |             |                      |          |         |                  |
| 11          | Tschechien                                                           | | | 16          |             |                      |          |         | 0                |
| 12          | Polen                                                                | Radosław Zalewski mit Duke of Carneval Marek Lewicki mit Abigej Marek Ludwiczak mit Zoweja Grzegorz Kubiak mit Denetor                              | Radosław Zalewski mit Duke of Carneval Marek Lewicki mit Abigej Marek Ludwiczak mit Zoweja Grzegorz Kubiak mit Denetor                              |             |             |                      |          |         |                  |
| 12          | Polen                                                                | | | 24          |             |                      |          |         | 0                |
| 13          | Italien                                                              | Filippo Bologni mit Chopin Rebecca Lippi Bruni mit Caesar Nicolo Montini mit Lucky du Reverdy Federico Ciriesi mit Calida                           | Filippo Bologni mit Chopin Rebecca Lippi Bruni mit Caesar Nicolo Montini mit Lucky du Reverdy Federico Ciriesi mit Calida                           |             |             |                      |          |         |                  |
| 13          | Italien                                                              | | | 24          |             |                      |          |         | —                |

(Ausgeklammerte Strafpunkte zählen als Streichergebnis nicht für das Mannschaftsergebnis)

### 9. Prüfung: Spanien
In Gijón fand die spanische Etappe der Europa-Liga 2 statt. Das CSIO 5*-Turnier wurde vom 28. August bis zum 2. September 2013 durchgeführt.
|             | Mannschaft                                                           | Reiter | Pferd | 1. Umlauf   | 2. Umlauf   | Strafpunkte (Gesamt) | Stechen  | Stechen | Preis- geld | Wertungs- punkte |
| Strafpunkte | Mannschaft                                                           | Reiter | Pferd | Strafpunkte | Strafpunkte | Strafpunkte (Gesamt) | Zeit (s) |         | Preis- geld | Wertungs- punkte |
| ----------- | -------------------------------------------------------------------- | --- | --- | ----------- | ----------- | -------------------- | -------- | ------- | ----------- | ---------------- |
| 1           | Niederlande (Mannschaft aus der Europa-Liga 1)                       | Gert-Jan Bruggink | Dejavu | 0           | 4           |                      |          |         |             |                  |
| 1           | Niederlande (Mannschaft aus der Europa-Liga 1)                       | Jur Vrieling | Zirocco Blue | 1           | (4)         |                      |          |         |             |                  |
| 1           | Niederlande (Mannschaft aus der Europa-Liga 1)                       | Frank Schuttert | Winchester | 4           | 0           |                      |          |         |             |                  |
| 1           | Niederlande (Mannschaft aus der Europa-Liga 1)                       | Harrie Smolders | Emerald | (4)         | 1           |                      |          |         |             |                  |
| 1           | Niederlande (Mannschaft aus der Europa-Liga 1)                       | | | 5           | 5           | 10                   |          |         | 21.000 €    | —                |
| 2           | Großbritannien (Mannschaft aus der Europa-Liga 1)                    | Daniel Neilson mit Zigali Louise Saywell mit Hello Winner Robert Whitaker mit Catwalk IV William Whitaker mit Fandango                                    | Daniel Neilson mit Zigali Louise Saywell mit Hello Winner Robert Whitaker mit Catwalk IV William Whitaker mit Fandango                                    |             |             |                      |          |         |             |                  |
| 2           | Großbritannien (Mannschaft aus der Europa-Liga 1)                    | | | 8           | 4           | 12                   |          |         | 15.000 €    | —                |
| 3           | Belgien                                                              | Patrik Spits mit Withney van de Dwerse Hagen Jérôme Guery mit Upper Star Dominique Hendrickx mit Cor van de Wateringhoeve Gregory Wathelet mit Papillon Z | Patrik Spits mit Withney van de Dwerse Hagen Jérôme Guery mit Upper Star Dominique Hendrickx mit Cor van de Wateringhoeve Gregory Wathelet mit Papillon Z |             |             |                      |          |         |             |                  |
| 3           | Belgien                                                              | | | 9           | 14          | 23                   |          |         | 11.000 €    | —                |
| 4           | Italien                                                              | Luca Maria Moneta mit Connery Luca Marziani mit Wivina Francesco Franco mit Cassandra Lorenzo de Luca mit Zoe II                                          | Luca Maria Moneta mit Connery Luca Marziani mit Wivina Francesco Franco mit Cassandra Lorenzo de Luca mit Zoe II                                          |             |             |                      |          |         |             |                  |
| 4           | Italien                                                              | | | 18          | 9           | 27                   |          |         | 8.000 €     | 75               |
| 5           | Irland (Mannschaft aus der Europa-Liga 1)                            | Capt. Michael Kelly mit Annestown Bertram Allen mit Romanov Denis Lynch mit All Inclusive NRW Shane Breen mit Zarnita                                     | Capt. Michael Kelly mit Annestown Bertram Allen mit Romanov Denis Lynch mit All Inclusive NRW Shane Breen mit Zarnita                                     |             |             |                      |          |         |             |                  |
| 5           | Irland (Mannschaft aus der Europa-Liga 1)                            | | | 17          | 13          | 30                   |          |         | 6.000 €     | —                |
| 6           | Deutschland (Mannschaft aus der Europa-Liga 1)                       | Markus Renzel | Cassydy | (12)        | (17)        |                      |          |         |             |                  |
| 6           | Deutschland (Mannschaft aus der Europa-Liga 1)                       | Katrin Eckermann | Firth of Lorne | 4           | 13          |                      |          |         |             |                  |
| 6           | Deutschland (Mannschaft aus der Europa-Liga 1)                       | André Thieme | Contanga | 5           | 5           |                      |          |         |             |                  |
| 6           | Deutschland (Mannschaft aus der Europa-Liga 1)                       | David Will | Colorit | 4           | 4           |                      |          |         |             |                  |
| 6           | Deutschland (Mannschaft aus der Europa-Liga 1)                       | | | 13          | 22          | 35                   |          |         | 6.000 €     | —                |
| 7           | Spanien (Mannschaft aus der Europa-Liga 1)                           | Pilar Cordon mit Octavio Carlos López-Fanjul Tartiere mit Conington Rutherford Latham mit Nectar du Plessis Sergio Álvarez Moya mit Carlo                 | Pilar Cordon mit Octavio Carlos López-Fanjul Tartiere mit Conington Rutherford Latham mit Nectar du Plessis Sergio Álvarez Moya mit Carlo                 |             |             |                      |          |         |             |                  |
| 7           | Spanien (Mannschaft aus der Europa-Liga 1)                           | | | 19          |             |                      |          |         |             | —                |
| 8           | Vereinigte Staaten (Mannschaft aus der Nord- und Zentralamerikaliga) | Reed Kessler mit Wolf S Saer Coulter mit Springtime Lucy Davis mit Barron Lauren Hough mit Tackeray                                                       | Reed Kessler mit Wolf S Saer Coulter mit Springtime Lucy Davis mit Barron Lauren Hough mit Tackeray                                                       |             |             |                      |          |         |             |                  |
| 8           | Vereinigte Staaten (Mannschaft aus der Nord- und Zentralamerikaliga) | | | 24          |             |                      |          |         |             | —                |
| 8           | Frankreich (Mannschaft aus der Europa-Liga 1)                        | Timothée Anciaume mit Quorioso Pre Noir Julien Epaillard mit Cristallo A Michel Robert mit Oh d'Eole Simon Delestre mit Qlassic Bois Margot               | Timothée Anciaume mit Quorioso Pre Noir Julien Epaillard mit Cristallo A Michel Robert mit Oh d'Eole Simon Delestre mit Qlassic Bois Margot               |             |             |                      |          |         |             |                  |
| 8           | Frankreich (Mannschaft aus der Europa-Liga 1)                        | | | 24          |             |                      |          |         |             | —                |
| 10          | Portugal                                                             | Ricardo Gil Santos mit Venus C Hugo Carvalho mit Arthos Ivo Carvalho mit Corrabe Alexandre Mascarenhas de Lemos mit Wannahave                             | Ricardo Gil Santos mit Venus C Hugo Carvalho mit Arthos Ivo Carvalho mit Corrabe Alexandre Mascarenhas de Lemos mit Wannahave                             |             |             |                      |          |         |             |                  |
| 10          | Portugal                                                             | | | 65          |             |                      |          |         |             | —                |

(Ausgeklammerte Strafpunkte zählen als Streichergebnis nicht für das Mannschaftsergebnis)

### 10. Prüfung: San Marino
Ein neues Nationenpreisturnier fand in Arezzo statt: Hier wurde der Nationenpreis von San Marino ausgetragen. Das CSIO 3*-Turnier fand vom 5. bis 8. September 2013 statt.
|             | Mannschaft                                        | Reiter | Pferd | 1. Umlauf   | 2. Umlauf   | Strafpunkte (Gesamt) | Stechen  | Stechen | Preis- geld | Wertungs- punkte |
| Strafpunkte | Mannschaft                                        | Reiter | Pferd | Strafpunkte | Strafpunkte | Strafpunkte (Gesamt) | Zeit (s) |         | Preis- geld | Wertungs- punkte |
| ----------- | ------------------------------------------------- | --- | --- | ----------- | ----------- | -------------------- | -------- | ------- | ----------- | ---------------- |
| 1           | Brasilien                                         | Rodrigo Pessoa | Cadjanine Z | 4           | 0           |                      |          |         |             |                  |
| 1           | Brasilien                                         | Eduardo Menezes | Calavda | 0           | (4)         |                      |          |         |             |                  |
| 1           | Brasilien                                         | Álvaro de Miranda Neto | Uutje | (4)         | 4           |                      |          |         |             |                  |
| 1           | Brasilien                                         | Marlon Zanotelli | Clouwni | 0           | 0           |                      |          |         |             |                  |
| 1           | Brasilien                                         | | | 4           | 4           | 8                    |          |         | 10.000 €    | —                |
| 2           | Frankreich (Mannschaft aus der Europa-Liga 1)     | David Jobertie mit Quastor de la Vallee Caroline Nicolas mit Mozart de Beny Anne Sophie Godart mit Carlitto van't Zorgvliet Aymeric Azzolino mit Looping d'Elle | David Jobertie mit Quastor de la Vallee Caroline Nicolas mit Mozart de Beny Anne Sophie Godart mit Carlitto van't Zorgvliet Aymeric Azzolino mit Looping d'Elle |             |             |                      |          |         |             |                  |
| 2           | Frankreich (Mannschaft aus der Europa-Liga 1)     | | | 4           | 12          | 16                   |          |         | 5.800 €     | —                |
| 2           | Schweiz (Mannschaft aus der Europa-Liga 1)        | Martina Meroni | Socrates II | (8)         | 0           |                      |          |         |             |                  |
| 2           | Schweiz (Mannschaft aus der Europa-Liga 1)        | Fanny Queloz | Celtic | 0           | 4           |                      |          |         |             |                  |
| 2           | Schweiz (Mannschaft aus der Europa-Liga 1)        | Barbara Schnieper | Ragrusa H | 4           | 4           |                      |          |         |             |                  |
| 2           | Schweiz (Mannschaft aus der Europa-Liga 1)        | Claudia Gisler | Touchable | 4           | (AUFG)      |                      |          |         |             |                  |
| 2           | Schweiz (Mannschaft aus der Europa-Liga 1)        | | | 8           | 8           | 16                   |          |         | 5.800 €     | —                |
| 4           | Großbritannien (Mannschaft aus der Europa-Liga 1) | Joseph Clayton mit Ingliston Twister Chloe Aston mit Quiet Easy Spencer Roe mit Wonder Why Matthew Sampson mit Lennox Luis                                      | Joseph Clayton mit Ingliston Twister Chloe Aston mit Quiet Easy Spencer Roe mit Wonder Why Matthew Sampson mit Lennox Luis                                      |             |             |                      |          |         |             |                  |
| 4           | Großbritannien (Mannschaft aus der Europa-Liga 1) | | | 9           | 8           | 17                   |          |         | 3.000 €     | —                |
| 5           | Italien                                           | Luca Maria Moneta mit Neptune Brecourt Filippo Moyersoen mit Canada Roberto Turchetto mit Baretto Juan Carlos García mit Prince                                 | Luca Maria Moneta mit Neptune Brecourt Filippo Moyersoen mit Canada Roberto Turchetto mit Baretto Juan Carlos García mit Prince                                 |             |             |                      |          |         |             |                  |
| 5           | Italien                                           | | | 4           | 14          | 18                   |          |         | 2.000 €     | 70               |
| 6           | Schweden                                          | Rolf-Göran Bengtsson mit Clarimo Emma Emanuelsson mit Titan Malin Baryard-Johnsson mit Baltimore Peder Fredricson mit Cash In                                   | Rolf-Göran Bengtsson mit Clarimo Emma Emanuelsson mit Titan Malin Baryard-Johnsson mit Baltimore Peder Fredricson mit Cash In                                   |             |             |                      |          |         |             |                  |
| 6           | Schweden                                          | | | 8           | 12          | 20                   |          |         | 1.300 €     | 65,5             |
| 6           | Österreich                                        | Dieter Köfler | Prince de Vaux | 4           | 4           |                      |          |         |             |                  |
| 6           | Österreich                                        | Julia Kayser | Ushi | 4           | 4           |                      |          |         |             |                  |
| 6           | Österreich                                        | Astrid Kneifel | Royal des Bissons | (17)        | (17)        |                      |          |         |             |                  |
| 6           | Österreich                                        | Stefan Eder | Chilli van Dijk NRW | 0           | 4           |                      |          |         |             |                  |
| 6           | Österreich                                        | | | 8           | 12          | 20                   |          |         | 1.300 €     | 65,5             |
| 8           | Kolumbien                                         | Rene Lopez mit Canagan du Mont Mauricio Ruiz mit Fara van de Maltahoeve Andres Peñalosa mit Zanakta Carlos Enrique Lopez Lizarazo mit Zorina                    | Rene Lopez mit Canagan du Mont Mauricio Ruiz mit Fara van de Maltahoeve Andres Peñalosa mit Zanakta Carlos Enrique Lopez Lizarazo mit Zorina                    |             |             |                      |          |         |             |                  |
| 8           | Kolumbien                                         | | | 12          | 16          | 28                   |          |         | 800 €       | —                |
| 9           | Irland (Mannschaft aus der Europa-Liga 1)         | Capt. Michael Kelly mit Drumiller Lough Alex Duffy mit Living the Dream Hayley Dunne mit Flinstone de Tiji Niall Talbot mit Nicos de la Cense                   | Capt. Michael Kelly mit Drumiller Lough Alex Duffy mit Living the Dream Hayley Dunne mit Flinstone de Tiji Niall Talbot mit Nicos de la Cense                   |             |             |                      |          |         |             |                  |
| 9           | Irland (Mannschaft aus der Europa-Liga 1)         | | | 12          |             |                      |          |         |             | —                |
| 10          | Belgien                                           | Rik Hemeryck mit Quarco de Kerambars Jan Vinckier mit Emilie de Diamant Koen Vereecke mit Allegro C van de Donkhoeve Philippe Le Jeune mit Once de Kreisker     | Rik Hemeryck mit Quarco de Kerambars Jan Vinckier mit Emilie de Diamant Koen Vereecke mit Allegro C van de Donkhoeve Philippe Le Jeune mit Once de Kreisker     |             |             |                      |          |         |             |                  |
| 10          | Belgien                                           | | | 16          |             |                      |          |         |             | —                |
| 11          | Polen                                             | Marek Lewicki mit Abigej Krzysztof Ludwiczak mit Zoweja Igor Kawiak mit Centino du Ry Aleksandra Lusina mit Caius                                               | Marek Lewicki mit Abigej Krzysztof Ludwiczak mit Zoweja Igor Kawiak mit Centino du Ry Aleksandra Lusina mit Caius                                               |             |             |                      |          |         |             |                  |
| 11          | Polen                                             | | | 20          |             |                      |          |         |             | 0                |
| 11          | Niederlande (Mannschaft aus der Europa-Liga 1)    | Maureen Bonder mit Alex Aniek Poels mit Popcorn Amber Fijen mit Zambezi Vincent Voorn mit Priamus Z                                                             | Maureen Bonder mit Alex Aniek Poels mit Popcorn Amber Fijen mit Zambezi Vincent Voorn mit Priamus Z                                                             |             |             |                      |          |         |             |                  |
| 11          | Niederlande (Mannschaft aus der Europa-Liga 1)    | | | 20          |             |                      |          |         |             | —                |

(Ausgeklammerte Strafpunkte zählen als Streichergebnis nicht für das Mannschaftsergebnis)

### 11. Prüfung: Ukraine
Die letzte Etappe der Europa-Liga 2 im Jahr 2013 sollte vom 12. bis 15. September in Kiew stattfinden. Das als CSIO 5* ausgeschriebene Turnier wurde jedoch abgesagt.

### Gesamtwertung Europa-Liga 2
Für das Nations-Cup-Finale qualifizierten sich aus der Europa-Liga 2 die Equipen Belgiens, Schwedens und Österreichs.
|    |              | Lummen | AUT | NOR | DEN | POR | POL  | HUN   | SVK | ESP | SMR  | Wertungs- punkte |
| -- | ------------ | ------ | --- | --- | --- | --- | ---- | ----- | --- | --- | ---- | ---------------- |
| 1  | Belgien      | 66     | —   | —   | 65  | 100 | 90   | 100   | —   | —   | —    | 421              |
| 2  | Schweden     | 70     | —   | 82  | 68  | —   | 100  | —     | —   | —   | 65,5 | 385,5            |
| 3  | Österreich   | —      | 75  | —   | —   | —   | —    | 82    | 75  | —   | 65,5 | 297,5            |
| 4  | Italien      | —      | —   | 70  | —   | 70  | —    | —     | —   | 75  | 70   | 285              |
| 5  | Norwegen     | 64     | —   | 75  | 59  | —   | 75   | —     | —   | —   | —    | 273              |
| 6  | Finnland     | 75     | —   | 66  | 0   | —   | 29,5 | —     | 82  | —   | —    | 252,5            |
| 7  | Dänemark     | —      | 66  | —   | 82  | —   | 64,5 | —     | —   | —   | —    | 212,5            |
| 8  | Polen        | —      | —   | —   | 68  | —   | 64,5 | 69    | 0   | —   | 0    | 201,5            |
| 9  | Ungarn       | —      | —   | —   | —   | —   | 82   | 39,67 | 59  | —   | —    | 180,67           |
| 10 | Belarus      | —      | 59  | 64  | —   | —   | —    | 39,67 | —   | —   | —    | 162,67           |
| 11 | Russland     | —      | 0   | 65  | —   | —   | —    | 64    | —   | —   | —    | 129              |
| 11 | Slowakei     | —      | —   | —   | —   | —   | —    | 69    | 60  | —   | —    | 129              |
| 13 | Griechenland | —      | —   | —   | —   | —   | —    | 0     | —   | —   | —    | 0                |
| 13 | Tschechien   | —      | —   | —   | —   | —   | —    | —     | 0   | —   | —    | 0                |

## Finale

### Allgemeines
Das Finalturnier des Furusiyya FEI Nations Cups 2013 wurde 26. bis 29. September 2013 in Barcelona ausgetragen. Das Turnier, der CSIO Barcelona, wurde auf dem Gelände des Real Club de Polo de Barcelona durchgeführt und war als CSIO 5* ausgeschrieben.
Erste Prüfung des Finals war eine Springprüfung nach Fehlern (ein Umlauf). Die besten acht Mannschaften aus dieser Prüfung waren für die Abschlussprüfung qualifiziert, die erneut als Springprüfung nach Fehlern ausgeschrieben war. Die Fehler aus der ersten Prüfung wurden nicht in die Abschlussprüfung mitgenommen. Bei einem Gleichstand auf dem ersten Platz wäre die Abschlussprüfung in einem Stechen entschieden worden, in dem dann noch drei Reiter pro Mannschaft gestartet wären.
Für die Mannschaften, die sich beim Finale nicht für die Abschlussprüfung qualifizierten, wurde eine Trostprüfung ausgetragen.

### Mannschaften
Ägypten, das als afrikanische Mannschaft für das Finale eingeladen wurde, verzichtete auf den Start in Barcelona. Damit gehen beim Finalturnier folgende Equipen an den Start:
| - Frankreich - Großbritannien - Irland - Niederlande - Schweiz - Ukraine - Österreich - Belgien - Schweden |  |  |  | - Spanien - Kanada - Vereinigte Staaten - Brasilien - Kolumbien - Saudi-Arabien - Katar - Australien - Japan |

### Ergebnisse

#### Qualifikationsprüfung
|    | Mannschaft         | Reiter                 | Pferd               | Strafpunkte | Sekunden |
| -- | ------------------ | ---------------------- | ------------------- | ----------- | -------- |
| 1  | Brasilien          | Rodrigo Pessoa         | Cadjanine Z         | 0           |          |
| 1  | Brasilien          | Eduardo Menezes        | Calavda             | (AUFG)      |          |
| 1  | Brasilien          | Marlon Zanotelli       | Clouwni             | 1           |          |
| 1  | Brasilien          | Álvaro de Miranda Neto | Bogeno              | 0           |          |
| 1  | Brasilien          |                        |                     | 1           | 234,67   |
| 2  | Niederlande        | Jur Vrieling           | Bubalu              | 0           |          |
| 2  | Niederlande        | Willem Greve           | Carambole           | 5           |          |
| 2  | Niederlande        | Maikel van der Vleuten | Verdi               | 0           |          |
| 2  | Niederlande        | Jeroen Dubbeldam       | Utascha             | (AUFG)      |          |
| 2  | Niederlande        |                        |                     | 5           | 242,75   |
| 3  | Belgien            | François Mathy Jr      | Polinska des Isles  | 4           |          |
| 3  | Belgien            | Pieter Devos           | Candy               | 4           |          |
| 3  | Belgien            | Jos Verlooy            | Domino              | 0           |          |
| 3  | Belgien            | Nicola Philippaerts    | Cortez              | (8)         |          |
| 3  | Belgien            |                        |                     | 8           | 234,54   |
| 4  | Irland             | Irland                 | Irland              | 8           | 236,26   |
| 5  | Frankreich         | Frankreich             | Frankreich          | 8           | 238,50   |
| 6  | Großbritannien     | Großbritannien         | Großbritannien      | 8           | 239,15   |
| 7  | Kanada             | Kanada                 | Kanada              | 9           | 237,90   |
| 8  | Ukraine            | Ukraine                | Ukraine             | 9           | 239,26   |
| 9  | Vereinigte Staaten | Vereinigte Staaten     | Vereinigte Staaten  | 9           | 243,07   |
| 10 | Schweden           | Schweden               | Schweden            | 12          | 233,83   |
| 11 | Kolumbien          | Kolumbien              | Kolumbien           | 15          | 245,35   |
| 12 | Spanien            | Spanien                | Spanien             | 18          | 245,29   |
| 13 | Schweiz            | Beat Mändli            | Croesus             | 5           |          |
| 13 | Schweiz            | Paul Estermann         | Castlefield Eclipse | 8           |          |
| 13 | Schweiz            | Steve Guerdat          | Nasa                | 8           |          |
| 13 | Schweiz            | Pius Schwizer          | Toulago             | (12)        |          |
| 13 | Schweiz            |                        |                     | 21          | 241,41   |
| 14 | Saudi-Arabien      | Saudi-Arabien          | Saudi-Arabien       | 35          | 247,91   |
| 15 | Österreich         | Dieter Köfler          | Prince de Vaux      | 13          |          |
| 15 | Österreich         | Thomas Frühmann        | The Sixth Sense     | 16          |          |
| 15 | Österreich         | Julia Kayser           | Ushi                | 8           |          |
| 15 | Österreich         | Stefan Eder            | Chilli van Dijk NRW | (N.GES.)    |          |
| 15 | Österreich         |                        |                     | 37          | 242.82   |
| 16 | Katar              | Katar                  | Katar               | 39          | 250,08   |
| 17 | Japan              | Japan                  | Japan               | 43          | 249,69   |
| 18 | Australien         | Australien             | Australien          | 47          | 264,00   |

(Ausgeklammerte Strafpunkte zählen als Streichergebnis nicht für das Mannschaftsergebnis)

#### Trostprüfung
Die Trostprüfung war mit 300.000 € dotiert. Die Mannschaften der Schweiz und der Vereinigten Staaten, die am Vortag überraschend die Qualifikation für die Abschlussprüfung verpassten, machten in der Trostprüfung den Sieg unter sich aus. Beide Mannschaften hatten im Umlauf ein Ergebnis von vier Strafpunkten, damit war ein Stechen erforderlich. In diesem Stechen gingen pro Mannschaft drei Reiter an den Start, ein Streichergebnis gab es nicht. Mit zwei Ritten ohne Hindernisfehler im Stechen gewann die Equipe der Vereinigten Staaten die Prüfung.
|             | Mannschaft         | Reiter                       | Pferd                      | 1. Umlauf   | Stechen  | Stechen | Preis- geld |
| Strafpunkte | Mannschaft         | Reiter                       | Pferd                      | Strafpunkte | Zeit (s) |         | Preis- geld |
| ----------- | ------------------ | ---------------------------- | -------------------------- | ----------- | -------- | ------- | ----------- |
| 1           | Vereinigte Staaten | Beezie Madden                | Simon                      | (6)         | 0        | 40,72   |             |
| 1           | Vereinigte Staaten | Lucy Davis                   | Barron                     | 0           | 10       | 42,65   |             |
| 1           | Vereinigte Staaten | McLain Ward                  | Rothchild                  | 0           | 2        | 42,82   |             |
| 1           | Vereinigte Staaten | Katherine Dinan              | Nougat du Vallet           | 4           |          |         |             |
| 1           | Vereinigte Staaten |                              |                            | 4           | 12       | 126,19  | 80.000 €    |
| 2           | Schweiz            | Beat Mändli                  | Croesus                    | 0           | 4        | 39,88   |             |
| 2           | Schweiz            | Paul Estermann               | Castlefield Eclipse        | 0           | 4        | 39,63   |             |
| 2           | Schweiz            | Steve Guerdat                | Nasa                       | 4           | 8        | 39,92   |             |
| 2           | Schweiz            | Pius Schwizer                | Toulago                    | (4)         |          |         |             |
| 2           | Schweiz            |                              |                            | 4           | 16       | 119,43  | 65.000 €    |
| 3           | Saudi-Arabien      | Ramzy al-Duhami              | Al Capone                  | 0           |          |         |             |
| 3           | Saudi-Arabien      | Abdullah ibn Mutaib Al Saud  | Davos                      | 1           |          |         |             |
| 3           | Saudi-Arabien      | Faisal al-Shalan             | Talan                      | 5           |          |         |             |
| 3           | Saudi-Arabien      | Kamal Bahamdan               | Noblesse des Tess          | (12)        |          |         |             |
| 3           | Saudi-Arabien      |                              |                            | 6           |          |         | 50.000 €    |
| 4           | Österreich         | Dieter Köfler                | Prince de Vaux             | (20)        |          |         |             |
| 4           | Österreich         | Thomas Frühmann              | The Sixth Sense            | 8           |          |         |             |
| 4           | Österreich         | Julia Kayser                 | Ushi                       | 4           |          |         |             |
| 4           | Österreich         | Stefan Eder                  | Chilli van Dijk NRW        | 0           |          |         |             |
| 4           | Österreich         |                              |                            | 12          |          |         | 35.000 €    |
| 5           | Schweden           | Jens Fredricson              | Lunatic                    | 8           |          |         |             |
| 5           | Schweden           | Angelica Augustsson          | Mic Mac du Tillard         | (AUSG)      |          |         |             |
| 5           | Schweden           | Peder Fredricson             | Cash In                    | 8           |          |         |             |
| 5           | Schweden           | Rolf-Göran Bengtsson         | Casall                     | 0           |          |         |             |
| 5           | Schweden           |                              |                            | 16          |          |         | 20.000 €    |
| 5           | Spanien            | Sergio Álvarez Moya          | Carlo                      | (9)         |          |         |             |
| 5           | Spanien            | Carlos López-Fanjul Tartiere | Conington                  | 4           |          |         |             |
| 5           | Spanien            | Paola Amilibia Puig          | Notre Star de La Nutria    | 8           |          |         |             |
| 5           | Spanien            | Julio Arias Cueva            | Quinai des Chayottes       | 4           |          |         |             |
| 5           | Spanien            |                              |                            | 16          |          |         | 20.000 €    |
| 7           | Katar              | Ali bin Chalid Al Thani      | Cantaro                    | 4           |          |         |             |
| 7           | Katar              | Mubarak Al Rumaihi           | Castiglione L              | (23)        |          |         |             |
| 7           | Katar              | Bassem Hassan Mohammed       | Rosalia                    | 9           |          |         |             |
| 7           | Katar              | Ali Yousef Al Rumaihi        | Ravenna                    | 5           |          |         |             |
| 7           | Katar              |                              |                            | 18          |          |         | 7.500 €     |
| 8           | Kolumbien          | Daniel Bluman                | Sancha                     | 5           |          |         |             |
| 8           | Kolumbien          | Roberto Teran Tafur          | Woklahoma                  | (13)        |          |         |             |
| 8           | Kolumbien          | Rodrigo Díaz                 | For Rosa's Pleasure        | 2           |          |         |             |
| 8           | Kolumbien          | Dayro Arroyave               | Eldorado van het Vijverhof | 12          |          |         |             |
| 8           | Kolumbien          |                              |                            | 19          |          |         | 7.500 €     |
| 8           | Japan              | Taizō Sugitani               | Avenzio                    | 0           |          |         |             |
| 8           | Japan              | Toshiki Masui                | Corrito                    | (20)        |          |         |             |
| 8           | Japan              | Satoshi Hirao                | Ulano                      | 19          |          |         |             |
| 8           | Japan              | Eiken Satō                   | Fine Fleur du Marais       | 0           |          |         |             |
| 8           | Japan              |                              |                            | 19          |          |         | 7.500 €     |
| 10          | Australien         | Julia Hargreaves             | Vedor                      | 11          |          |         |             |
| 10          | Australien         | William James Passy          | Yirrkala Cortina           | 18          |          |         |             |
| 10          | Australien         | Edwina Tops-Alexander        | Ego van Orti               | 1           |          |         |             |
| 10          | Australien         |                              |                            | 30          |          |         | 7.500 €     |

(Ausgeklammerte Strafpunkte zählen als Streichergebnis nicht für das Mannschaftsergebnis)

#### Abschlussprüfung (Nations-Cup-Finale 2013)
Mit einem Strafpunkt Vorsprung sicherte sich die französische Equipe den Sieg im Nations-Cup-Finale des Jahres 2013. Auf den zweiten Platz in dieser höchstdotierten Prüfung im Springreiten kam Brasilien, das zwei Tage zuvor die Qualifikationsprüfung für sich entschieden hatte.
|             | Mannschaft     | Reiter                 | Pferd               | 1. Umlauf | 1. Umlauf | Preis- geld |
| Strafpunkte | Mannschaft     | Reiter                 | Pferd               | Zeit (s)  |           | Preis- geld |
| ----------- | -------------- | ---------------------- | ------------------- | --------- | --------- | ----------- |
| 1           | Frankreich     | Patrice Delaveau       | Orient Express      | 4         |           |             |
| 1           | Frankreich     | Aymeric de Ponnat      | Armitages Boy       | 0         |           |             |
| 1           | Frankreich     | Simon Delestre         | Qlassic Bois Margot | 4         |           |             |
| 1           | Frankreich     | Pénélope Leprevost     | Nayana              | (AUFG)    |           |             |
| 1           | Frankreich     |                        |                     | 8         | 235,95    | 500.000 €   |
| 2           | Brasilien      | Rodrigo Pessoa         | Cadjanine Z         | 4         |           |             |
| 2           | Brasilien      | Eduardo Menezes        | Calavda             | (12)      |           |             |
| 2           | Brasilien      | Marlon Zanotelli       | Clouwni             | 1         |           |             |
| 2           | Brasilien      | Álvaro de Miranda Neto | Bogeno              | 4         |           |             |
| 2           | Brasilien      |                        |                     | 9         | 237,21    | 300.000 €   |
| 3           | Irland         | Cameron Hanley         | Antello Z           | (5)       |           |             |
| 3           | Irland         | Denis Lynch            | All Star            | 4         |           |             |
| 3           | Irland         | Shane Breen            | Balloon             | 4         |           |             |
| 3           | Irland         | Billy Twomey           | Tinka's Serenade    | 4         |           |             |
| 3           | Irland         |                        |                     | 12        | 234,16    | 200.000 €   |
| 4           | Niederlande    | Jur Vrieling           | Bubalu              | 8         |           |             |
| 4           | Niederlande    | Willem Greve           | Carambole           | (8)       |           |             |
| 4           | Niederlande    | Maikel van der Vleuten | Verdi               | 4         |           |             |
| 4           | Niederlande    | Jeroen Dubbeldam       | Utascha             | 0         |           |             |
| 4           | Niederlande    |                        |                     | 12        | 235,57    | 135.000 €   |
| 5           | Belgien        | François Mathy Jr      | Polinska des Isles  | 4         |           |             |
| 5           | Belgien        | Pieter Devos           | Candy               | 8         |           |             |
| 5           | Belgien        | Jos Verlooy            | Domino              | (8)       |           |             |
| 5           | Belgien        | Nicola Philippaerts    | Cortez              | 4         |           |             |
| 5           | Belgien        |                        |                     | 16        | 232,61    | 110.000 €   |
| 6           | Kanada         | Jonathan Asselin       | Showgirl            | (17)      |           |             |
| 6           | Kanada         | Tiffany Foster         | Verdi III           | 4         |           |             |
| 6           | Kanada         | Mac Cone               | Amor van de Rostal  | 13        |           |             |
| 6           | Kanada         | Eric Lamaze            | Powerplay           | 0         |           |             |
| 6           | Kanada         |                        |                     | 17        | 242,46    | 90.000 €    |
| 7           | Ukraine        | Cassio Rivetti         | Vivant              | 8         |           |             |
| 7           | Ukraine        | Ulrich Kirchhoff       | Carlina             | 4         |           |             |
| 7           | Ukraine        | Oleg Krasyuk           | Nobylis             | 8         |           |             |
| 7           | Ukraine        | Katharina Offel        | Charlie             | (8)       |           |             |
| 7           | Ukraine        |                        |                     | 20        | 235,23    | 85.000 €    |
| 8           | Großbritannien | Ben Maher              | Tripple X III       | 12        |           |             |
| 8           | Großbritannien | Michael Whitaker       | Viking              | 9         |           |             |
| 8           | Großbritannien | Louise Saywell         | Winner              | (12)      |           |             |
| 8           | Großbritannien | Scott Brash            | Ursula XII          | 0         |           |             |
| 8           | Großbritannien |                        |                     | 21        | 237,33    | 80.000 €    |

(Ausgeklammerte Strafpunkte zählen als Streichergebnis nicht für das Mannschaftsergebnis)